# Palais des Tuileries
Pour les articles homonymes, voir Tuileries.
 (juillet 2013).
Le palais des Tuileries est un ancien palais parisien, aujourd'hui détruit, dont la construction commença en 1564 sous l'impulsion de Catherine de Médicis, à l'emplacement occupé auparavant par l'une des trois fabriques de tuiles établies en 1372 à côté de l'hôpital des Quinze-Vingts, non loin du vieux Louvre. 
Agrandi au fil du temps et réuni avec le palais du Louvre en 1857, il disposait d'une immense façade (266 mètres de long pour le palais disparu, et environ 328 mètres si on compte les pavillons de Flore et de Marsan qui subsistent) et il était le point focal du grand axe historique de Paris (perspective en enfilade de l'avenue des Champs-Élysées, la place de la Concorde et du jardin des Tuileries) conçu à partir de ce palais.
Il a été la résidence royale à Paris de nombreux souverains (Henri IV, Louis XIV, Louis XV, Louis XVI, Louis XVIII, Charles X puis Louis-Philippe) et impériale (Napoléon Ier puis Napoléon III). Entre-temps, il a aussi été le siège de la Première République et du Consulat. 
Son rôle de siège officiel du pouvoir français fut interrompu par sa destruction par un incendie volontaire le 23 mai 1871, allumé par les communards Jules-Henri-Marius Bergeret, Victor Bénot et Étienne Boudin. Les ruines du palais des Tuileries furent abattues en 1883, les présidents de la Troisième République étant alors installés dans le palais de l’Élysée.

## Histoire

### Sous l'Ancien Régime
Au XIIIe siècle, l'emplacement du palais était occupé par des terrains vagues et des fabriques de tuiles. Au XIVe siècle, le prévôt de Paris Pierre des Essarts y possédait un logis, dit hôtel des Tuileries, et quarante arpents de terre labourable. Le site se situait en dehors de l'enceinte de Charles V, construite de 1356 à 1383 et dont il était séparé par un fossé alimenté par la Seine.
En 1500, Nicolas Ier de Neufville, secrétaire aux Finances, y fit bâtir un hôtel. Louise de Savoie, mère de François Ier, incommodée dans l'hôtel des Tournelles, place des Vosges, par les eaux stagnantes, vint y habiter. En 1518, le roi acheta l'hôtel pour sa mère, qui en fit don au maître d'hôtel du Dauphin, Jean Liercoun, en 1527.

#### Premières constructions
Henri II mourut dans l'hôtel des Tournelles en 1559. Catherine de Médicis, sa veuve, quitta alors cette propriété dont l'ordre de démolition fut donné en 1563 par Charles IX. La reine acheta alors la maison des Tuileries, plusieurs propriétés voisines, ainsi qu'un grand terrain appartenant à l'hôpital des Quinze-Vingts. Elle les fit raser et demanda aux architectes Philibert Delorme, puis à la mort en 1570 de celui-ci, à Jean Bullant, d'y édifier un palais qui devait s'élever à l'ouest du Louvre. Le projet d'origine était ambitieux : deux grands bâtiments parallèles et perpendiculaires à la Seine, réunis par quatre ailes plus courtes, compartimentant ainsi trois cours intérieures. Mais seul le bâtiment occidental fut finalement construit. Un grand jardin à l'italienne, l'actuel jardin des Tuileries, fut également aménagé entre le château et le glacis de l'enceinte (actuelle place de la Concorde).
Cet édifice comportait un pavillon central surmonté d'un dôme, doté d'un escalier suspendu sur voûte qui fut considéré comme un chef-d'œuvre. Ce pavillon était encadré de deux ailes. L'aile sud se terminait par un pavillon, appelé pavillon de Bullant (construit en 1570) tandis que l'aile nord ne fut pas achevée. En effet, Catherine de Médicis, très superstitieuse, refusa finalement d'habiter aux Tuileries et s'installa à l'hôtel de Soissons, à l'emplacement de l'actuelle Bourse de Commerce, qu'elle fit bâtir en toute hâte, en 1574, près de l'église Saint-Eustache. La légende raconte que son astrologue Ruggieri lui avait prédit qu'elle mourrait « près de Saint-Germain » et le palais se trouvait à proximité de l'église Saint-Germain-l'Auxerrois.
Sous le règne de Charles IX, le chantier de construction des Tuileries fut progressivement abandonné. Henri III y donna quelques fêtes, mais n'y résida pas ; il s'enfuit cependant de Paris par le jardin des Tuileries, le 12 mai 1588, lors de la journée des barricades.

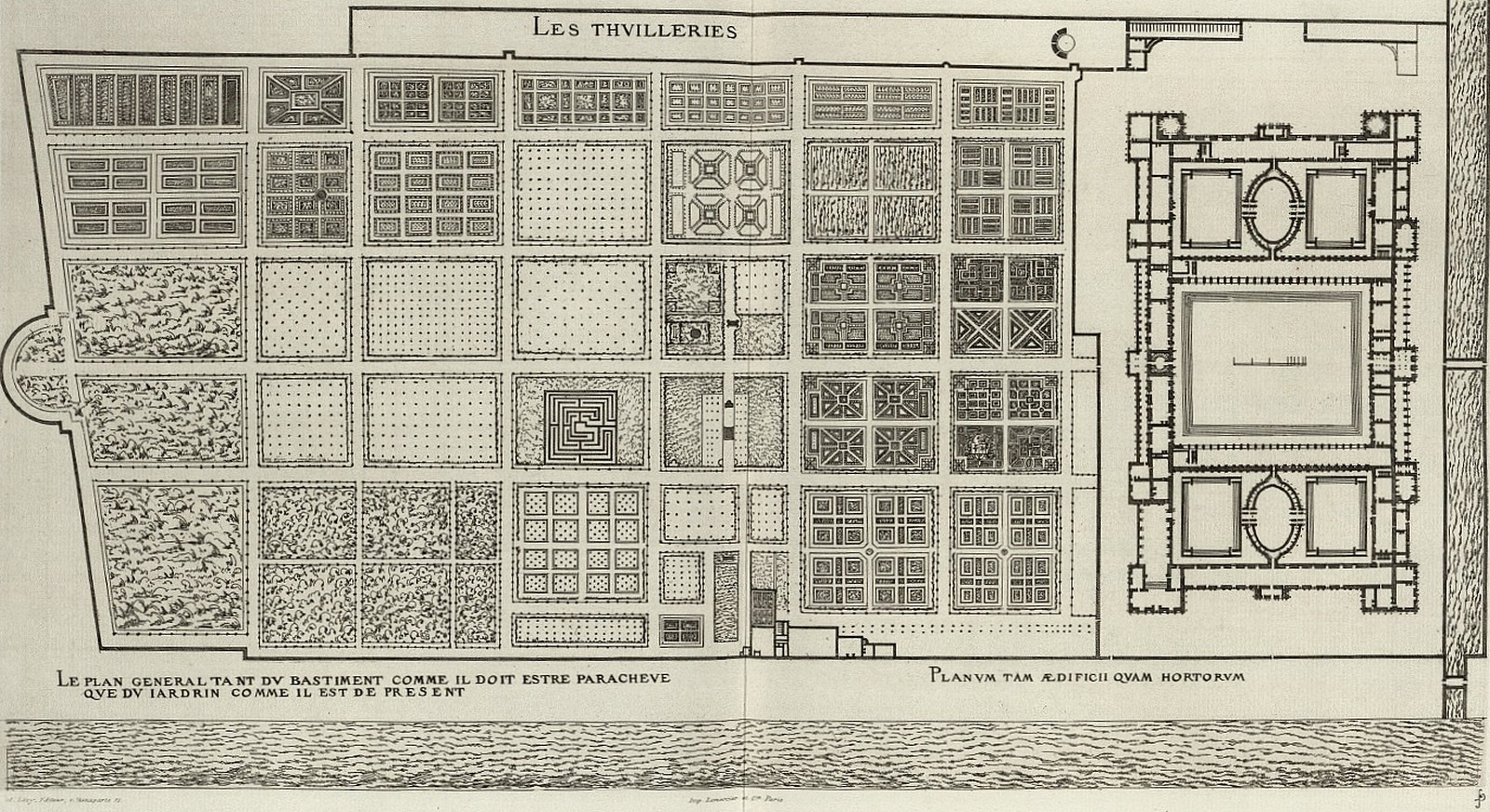
Plan du château, projeté par Delorme, et des jardins.
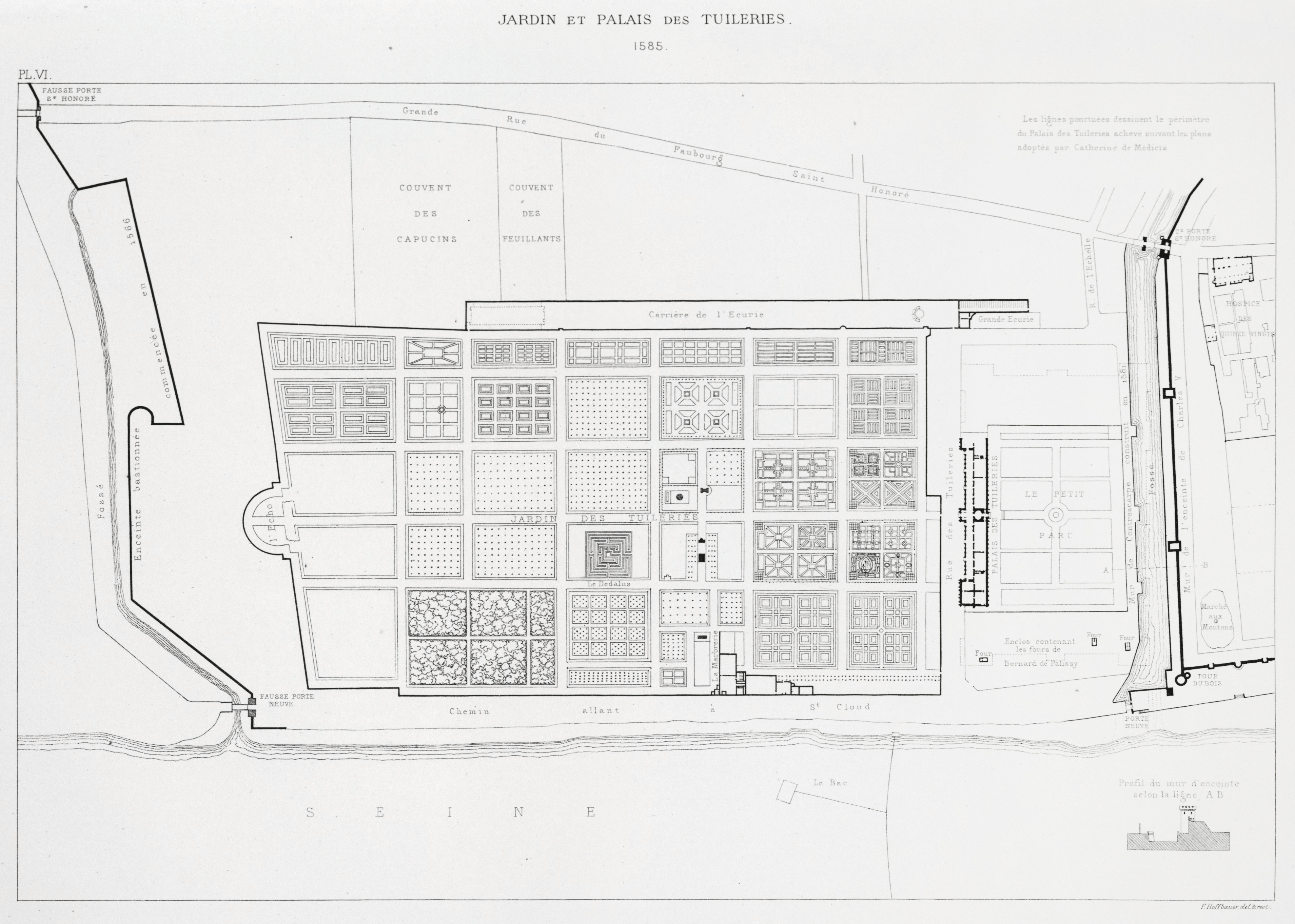
Plan du château et de ses jardins en 1585.
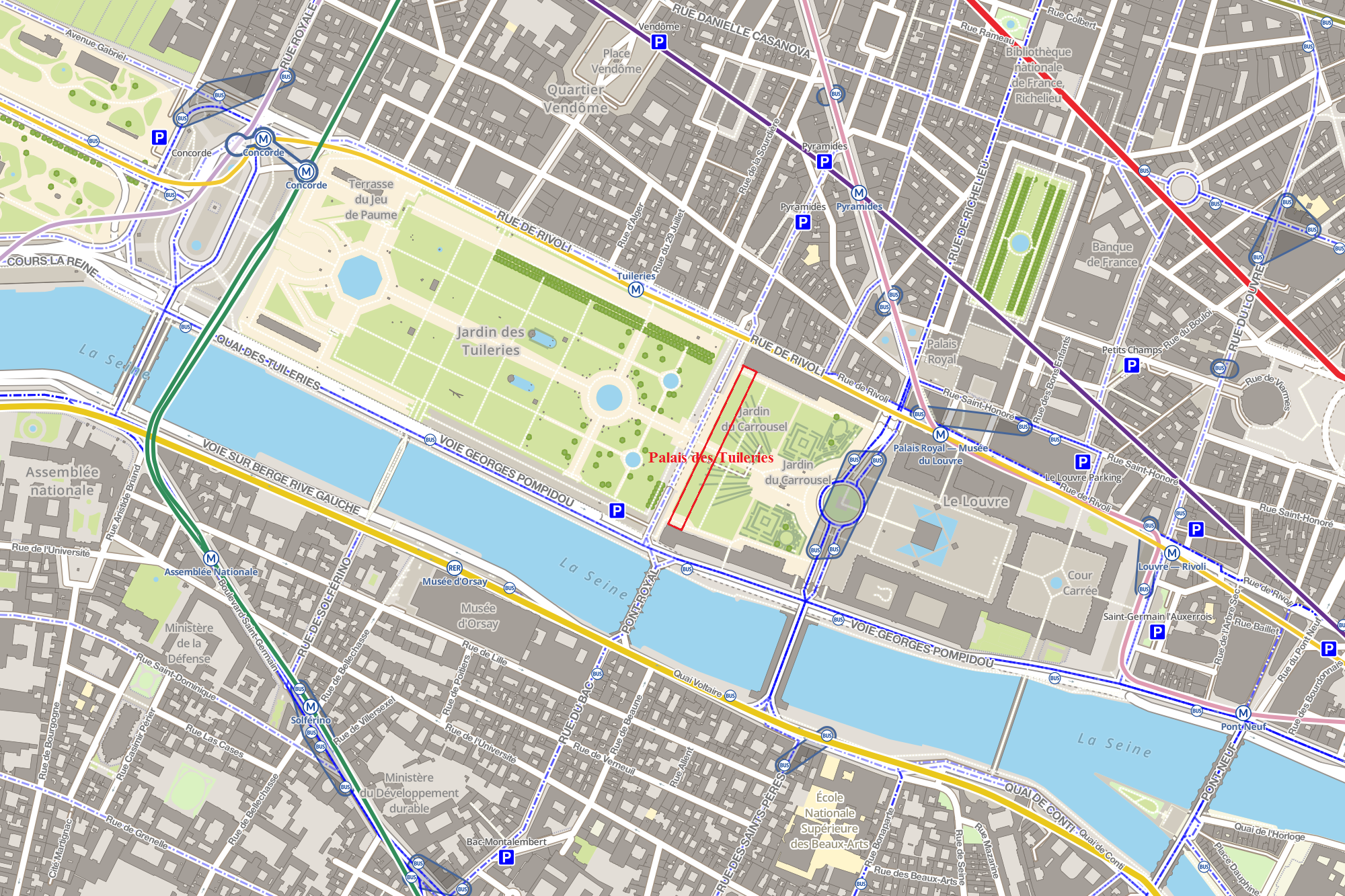
L'emplacement de la partie disparue du palais : le rectangle rouge au centre du plan.
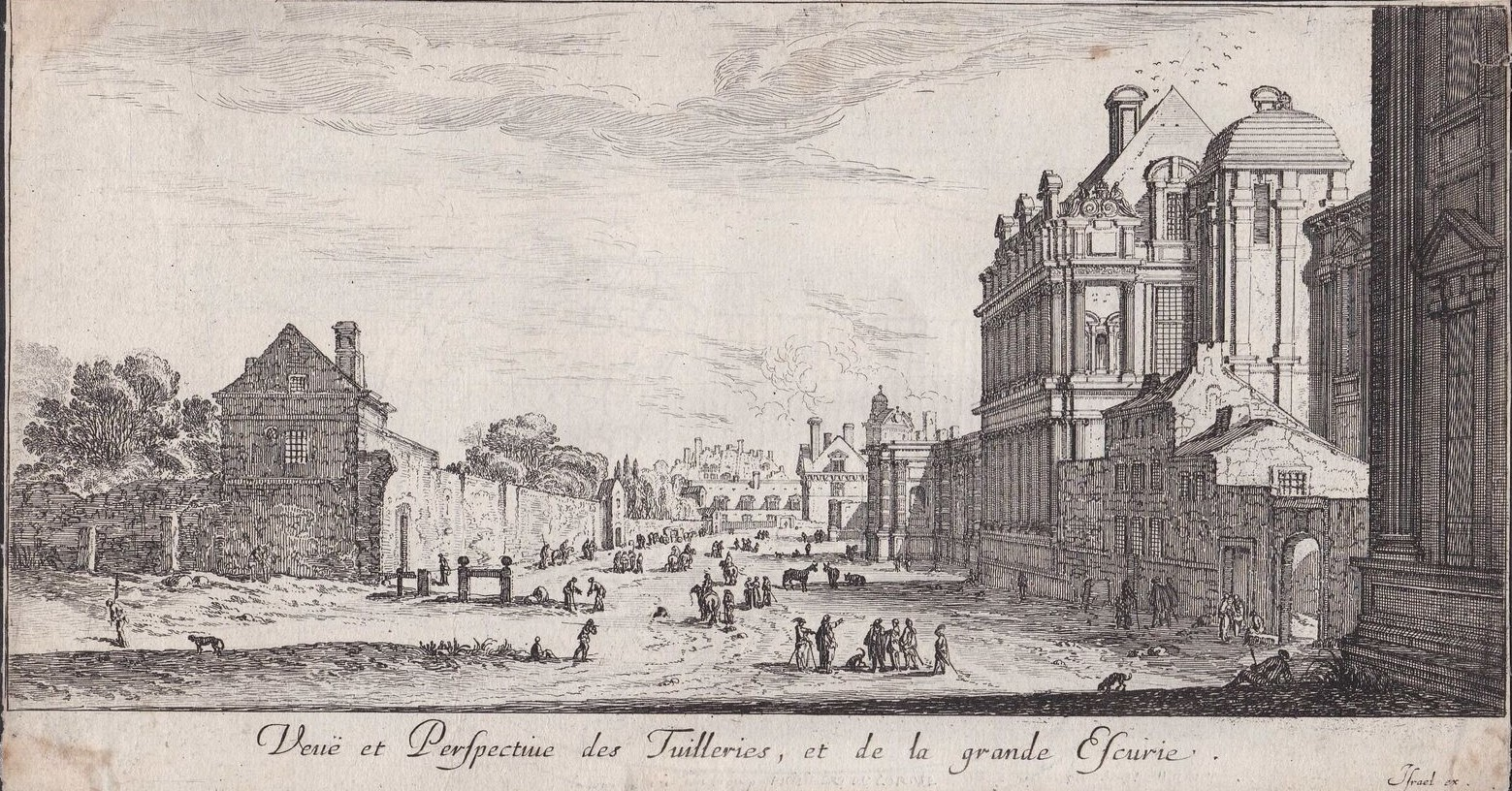
Vue des Tuileries et du pavillon de Jean Bullant, par Israël Silvestre - ca. 1650.

#### Le «Grand Dessein»

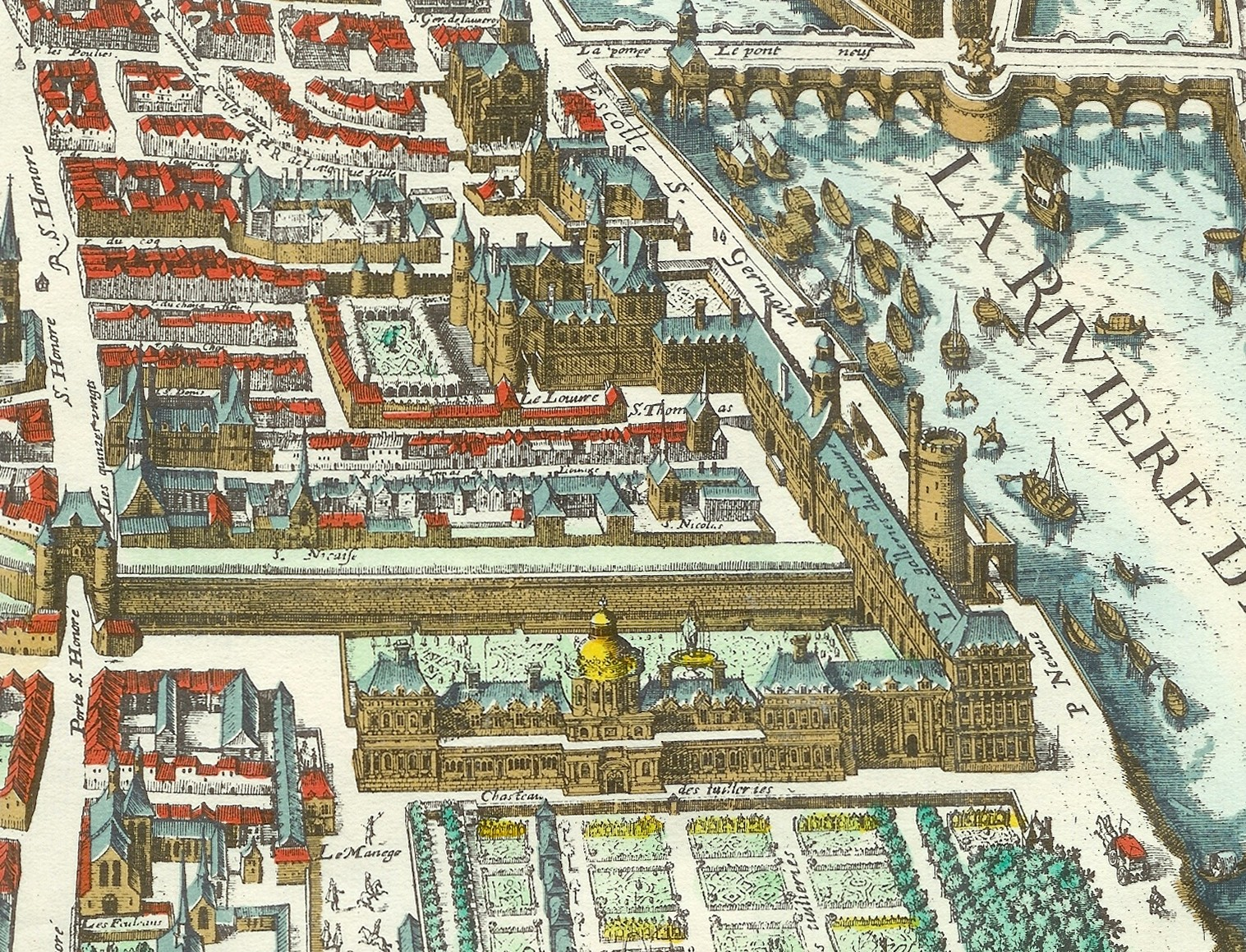
Les Tuileries, le Louvre et la Grande Galerie en 1615. Plan de Merian.

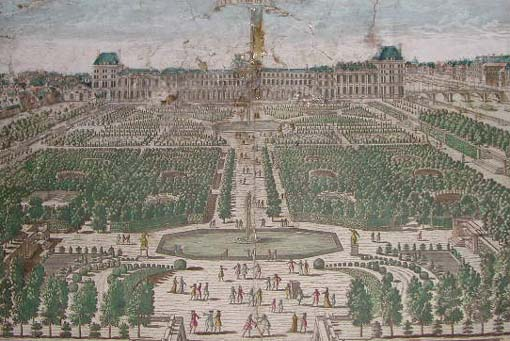
Palais et jardin des Tuileries, à la fin du XVIIe siècle.

Au début du XVIIe siècle, Henri IV décida de relier le Louvre au palais des Tuileries en faisant construire une longue galerie longeant la Seine, galerie dont l'amorce existait depuis quelques années. C'est ce que l'on appela le « Grand Dessein ». La Grande-Galerie ou Galerie du bord de l'eau (qui existe toujours) fut édifiée de 1607 à 1610 par Jacques II Androuet du Cerceau. Au même moment, le palais des Tuileries fut prolongé vers le sud par une aile appelée Petite-Galerie, destinée à raccorder le pavillon de Bullant à la Grande-Galerie : au croisement des deux bâtiments fut construit un pavillon, baptisé pavillon de la Rivière (et rebaptisé pavillon de Flore en 1669). Le palais du Louvre et celui des Tuileries étaient donc désormais reliés entre eux.
Après la mort d'Henri IV, en 1610, le palais connut à nouveau une longue période d'abandon.

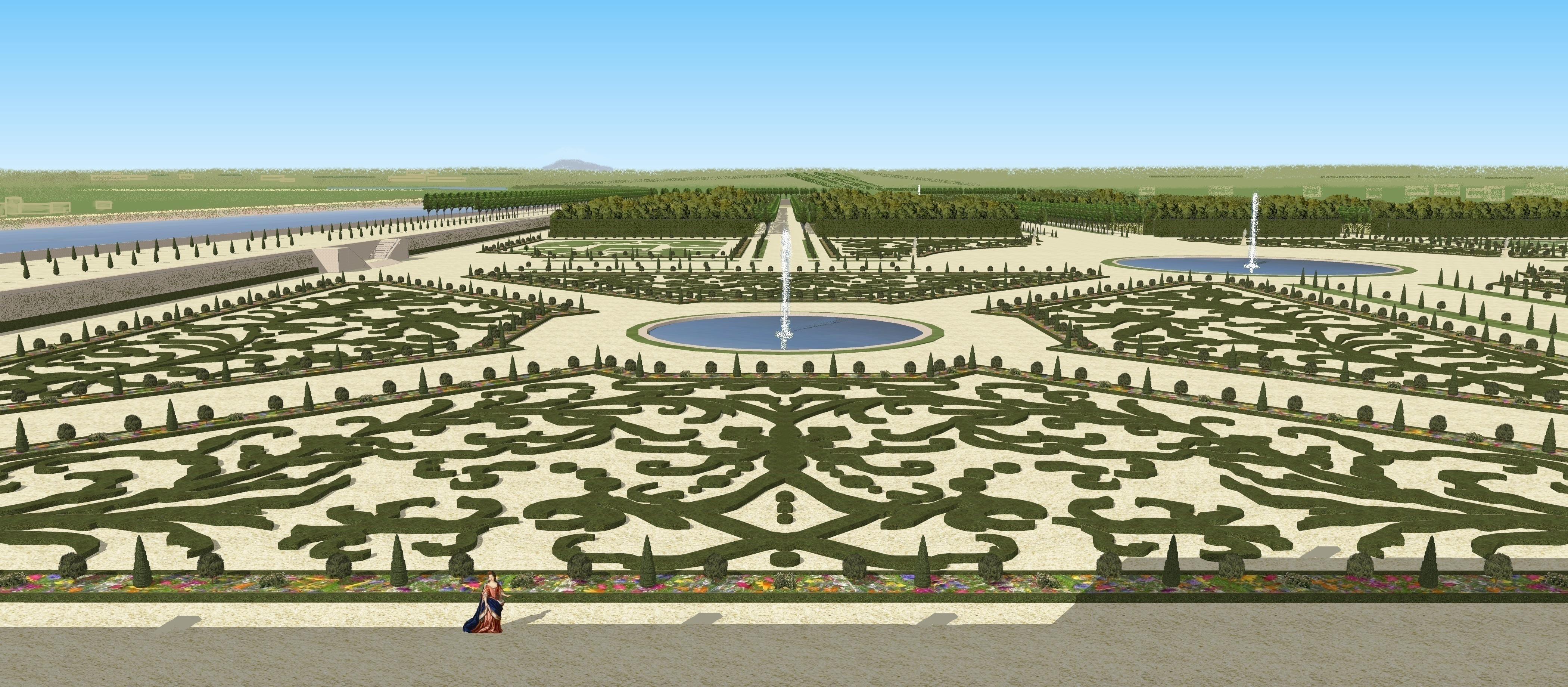
Restitution de la vue sur le parterre des Tuileries depuis la chambre à coucher de Louis XIV, XVIIe siècle.

Ce fut Louis XIV qui décida de reprendre le chantier. Le palais des Tuileries était en effet dissymétrique : la Petite-Galerie bâtie sous Henri IV n'avait pas de pendant au nord. Entre 1659 et 1666, Louis Le Vau et François d'Orbay construisirent d'abord un pavillon destiné à faire pendant au pavillon de Bullant (et qui fut baptisé « pavillon du Théâtre »), ensuite une galerie destinée à faire pendant à la Petite-Galerie (et qui fut baptisée « galerie des Machines »), enfin un pavillon destiné à faire pendant au pavillon de Flore (et qui fut baptisé « pavillon de Pomone », puis « pavillon de Marsan »). Le peintre Charles Le Brun dirigea en 1666-1667 différents chantiers au palais des Tuileries avec une importante équipe de peintres, dont faisait partie Charles de la Fosse.
Le palais était donc désormais symétrique et complet du nord et sud. Cependant, plusieurs décennies s'étaient écoulées entre la construction des bâtiments situés au sud du pavillon central et celle de ceux situés au nord. L'édifice souffrait donc d'une grande hétérogénéité sur le plan architectural. Le roi ordonna qu'il soit donc largement modifié par Le Vau. Le pavillon central (baptisé « pavillon de l'Horloge ») fut entièrement reconstruit dans le style classique : plus large, plus élevé, il fut recouvert d'un dôme volumineux ; les ailes qui le flanquaient, ainsi que la Petite-Galerie, furent également reconstruites.
À la fin du XVIIe siècle, le palais des Tuileries présentait donc l'aspect qu'il allait définitivement conserver pendant deux siècles, long de 260 mètres, depuis le pavillon de Marsan au nord jusqu'au pavillon de Flore au sud. À l'ouest du palais s'étendait le jardin des Tuileries, jusqu'à la future place Louis XV (actuelle place de la Concorde) ; à l'est se trouvait une vaste cour, appelée cour du Carrousel, elle-même prolongée par une place (la place du Carrousel), puis par un quartier de vieilles maisons (situé à l'emplacement de l'actuelle pyramide en verre), et enfin par la cour Carrée du Louvre.
Durant l'Ancien Régime, les principaux habitants des Tuileries furent la duchesse de Montpensier, dite Grande Mademoiselle (de 1638 à 1652), Louis XIV (de 1664 à 1667) et Louis XV (de 1715 à 1722). Un lit de justice se tint aux Tuileries le 26 août 1718. Le palais fut ensuite déserté et occupé par des courtisans ou des artistes auxquels le Roi octroyait des logements de faveur, ainsi que par des artistes, des retraités et des personnes de toute condition.
Chassé du Palais-Royal par un incendie le 6 avril 1763, l'Opéra s'installa aux Tuileries, dans une salle de spectacles qui avait été aménagée par Louis XIV dans la galerie des Machines dite « salle des Machines » (ou « théâtre des Tuileries ») ; il y demeura jusqu'en 1770, date à laquelle il fut remplacé par la Comédie-Française, qui y demeura jusqu'en 1782, puis par la troupe du « théâtre de Monsieur ». La première du Barbier de Séville, de Beaumarchais, y eut lieu le 23 février 1775.

### Sous la Révolution et le Consulat

La prise des Tuileries le 10 août 1792.

Au cours des journées révolutionnaires d'octobre 1789, Louis XVI, Marie-Antoinette et leurs enfants s'installèrent dans le palais le 6 octobre 1789 après avoir été ramenés du château de Versailles par les émeutiers. Les Tuileries entraient dans la grande histoire : pendant 80 ans, le palais allait être la principale résidence des rois et des empereurs, ainsi que le théâtre d'événements politiques majeurs.
La distribution intérieure du château était la suivante :
- On pénétrait dans le palais du côté de la cour du Carrousel, par le vestibule du pavillon de l'Horloge. À droite se trouvait l'escalier qui s'arrêtait à un premier palier menant à la chapelle et continuait après un demi-tour jusqu'à la salle des Cent-Suisses (futur salon des Maréchaux) ;
- Au sud de cette salle, et jusqu'au pavillon de Flore, se trouvaient en enfilade, donnant sur la cour, l'antichambre du Roi, la chambre de Parade, le grand cabinet du Roi et la galerie de Diane. Du côté du jardin se trouvaient l'appartement de la Reine puis l'appartement d'hiver du Roi, occupé par Louis XVI à son arrivée aux Tuileries.

Pendant la Révolution, l'ancien appartement de la Reine fut occupé par Marie-Thérèse de France et son frère, le dauphin Louis. Marie-Antoinette s'installa au rez-de-chaussée, côté jardin, tandis que Madame Élisabeth, sœur de Louis XVI, occupait le premier étage du pavillon de Flore. Des meubles furent rapportés de Versailles, des cloisons furent ajoutées ou abattues pour aménager les appartements de la famille royale qui vécut dans une intimité renforcée et dans l'angoisse.
La famille royale résida pendant trois ans dans le palais. Le 21 juin 1791, elle tenta de s'enfuir, mais, arrêtée à Varennes, fut contrainte de regagner les Tuileries.

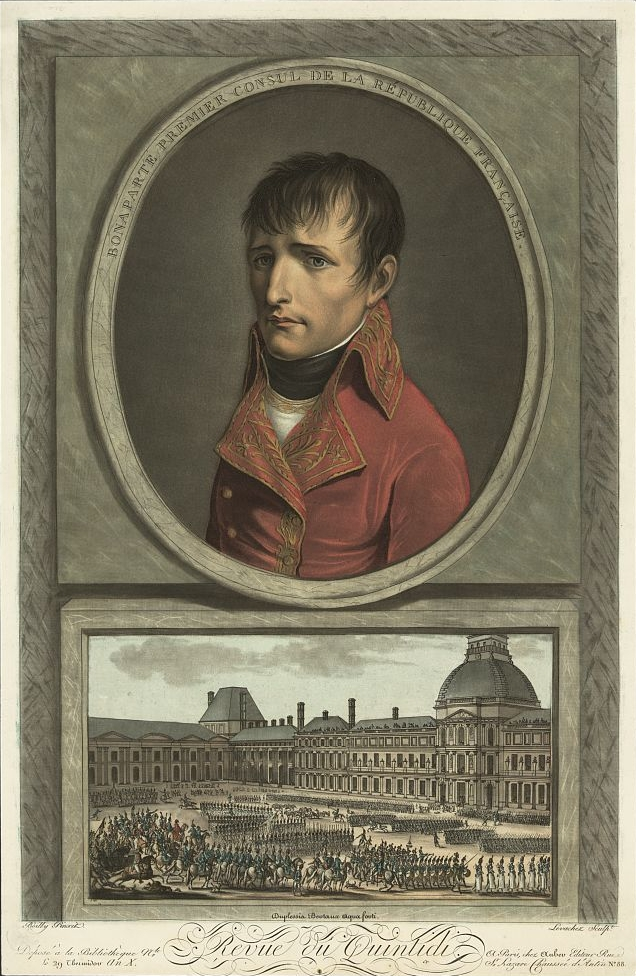
Le Premier consul ordonne à Leconte la réfection et l'aménagement des Tuileries (ci-dessus, en 1802).

Puis, le 10 août 1792, à 7 heures du matin, elle fut contrainte de quitter le palais, assiégé par les émeutiers, pour aller se réfugier dans la salle du Manège, qui abritait alors l'Assemblée législative et qui se trouvait le long du jardin (à l'emplacement de l'actuel carrefour entre les rues de Rivoli et de Castiglione). La garnison de gardes suisses resta en place autour du palais désormais vide. Celui-ci fut envahi et pillé, et près de 600 gardes moururent soit pendant le combat, soit ensuite massacrés par la foule. Une centaine d'entre eux parvint toutefois à s’échapper grâce à une partie de la population parisienne. Le 21 août, la guillotine fut dressée sur la place du Carrousel, à l'est du palais.
Le 10 mai 1793, la Convention s'installa aux Tuileries, dans la galerie des Machines aménagée par l'architecte Gisors. Rien ne fut modifié dans l'aspect extérieur des Tuileries lorsque la Convention s'y installa le 10 mai 1793, sinon qu'on pava la cour du Carrousel et nettoya les abords immédiats du Palais. En revanche, l'arrivée de l'Assemblée nationale fut marquée par l'inscription sur la façade du Palais de trois mots clefs de la mythologie républicaine. Le mot Unité était inscrit sur le pavillon de l'Horloge (au centre), Liberté sur le pavillon Marsan, et Égalité sur celui de Flore. On planta enfin un bonnet phrygien sur le sommet du pavillon de l'Unité. Il fallut, à l'intérieur, aménager une salle en conformité avec la vocation qu'on lui destinait. Ce fut celle dite « des Machines » qui fut déblayée et offrit un espace suffisant pour y loger un vestibule dit « Salle de la Liberté » parce qu'elle était ornée d'une statue de 10 mètres qui l'évoquait (due à Dupasquier), et la salle des séances.
Le palais reçut alors le nom de palais national. Le Comité de salut public occupa la Petite-Galerie tandis que le Comité de sûreté générale s'installait dans un hôtel particulier situé au nord de la cour du Carrousel, à proximité du pavillon de Marsan. De nombreux événements s'y déroulèrent, notamment la proscription des Girondins et la chute de Robespierre.
Sous le Directoire, les Tuileries abritèrent le Conseil des Anciens (1795-1799) jusqu'à sa suppression le 10 novembre 1799. Plus aucune assemblée parlementaire ne siégera au palais des Tuileries par la suite.
Le 19 février 1800, Napoléon Bonaparte, premier consul, s'installa au palais, aménagé pour cela par l'architecte Leconte. Il prit pour logement le premier étage, occupant l'ancien appartement du Roi (il dormait dans la chambre de Louis XIV, Louis XV et Louis XVI). Si Cambacérès, deuxième consul, préféra résider à l'hôtel d'Elbeuf, le troisième consul Lebrun s'installa dans le pavillon de Flore.

### Sous l'Empire, laRestaurationet lamonarchie de Juillet

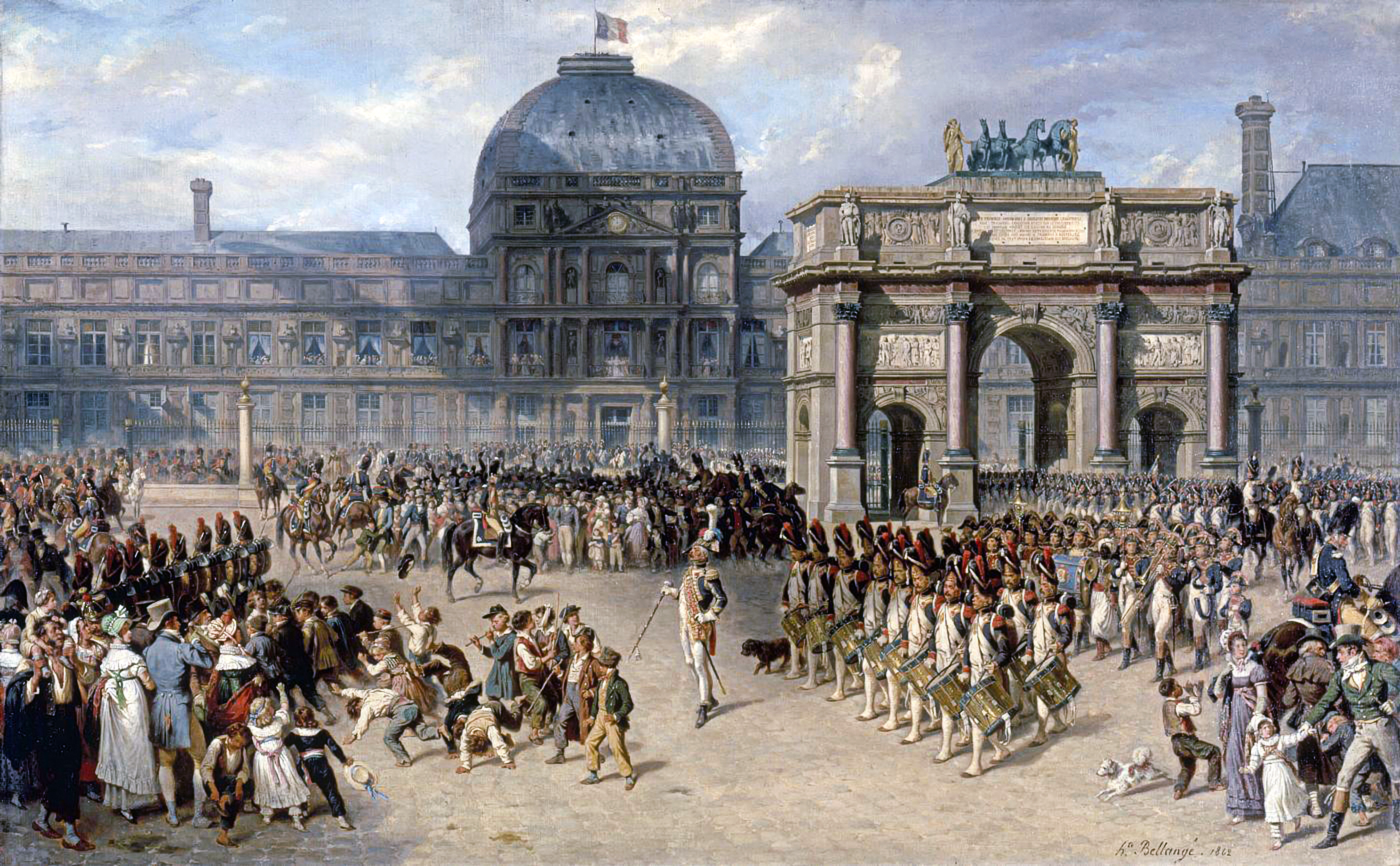
Revue militaire devant l'arc de triomphe du Carrousel (en 1810), par Hippolyte Bellangé, 1862.

Napoléon Ier se maintint aux Tuileries, qui devinrent alors la résidence officielle de l'Empereur. Celui-ci occupait, au premier étage de l'aile sud, les anciens appartements royaux, la disposition et la dénomination des pièces restant inchangées. En 1806, une salle de spectacles, une chapelle et une salle destinée aux séances du Conseil d'État furent aménagées dans l'aile nord, tandis que les décors intérieurs étaient remaniés par les architectes Charles Percier et Pierre Fontaine. Le plafond de la salle à manger officielle était décoré d’allégories, qui représentaient les quatre éléments, la guerre et la paix.
Ce fut également entre 1806 et 1808 que ces mêmes architectes édifièrent l'arc de triomphe du Carrousel. Cet édifice, imitant l'arc de Septime Sévère de Rome, et qui existe toujours, constitua la nouvelle entrée officielle du palais en remplacement d'une ancienne porte du XVIIe siècle. Il donnait accès par l'est, depuis la place du Carrousel, à la cour d'honneur des Tuileries, elle-même séparée de la place par une longue grille.
Parallèlement, dans la perspective de poursuivre le Grand Dessein entamé sous Henri IV, Napoléon fit construire, entre 1807 et 1815, une aile qui ferma la cour du Carrousel au nord, et qui s'étendait du pavillon de Marsan à la hauteur de la rue de Rohan, le long de la rue de Rivoli.
Le 28 novembre 1804, le pape Pie VII, venu à Paris pour sacrer Napoléon, s'installa dans le palais, où il résida jusqu'au 4 avril 1805. Il occupa l'ancien appartement de Madame Élisabeth, au premier étage du pavillon de Flore.

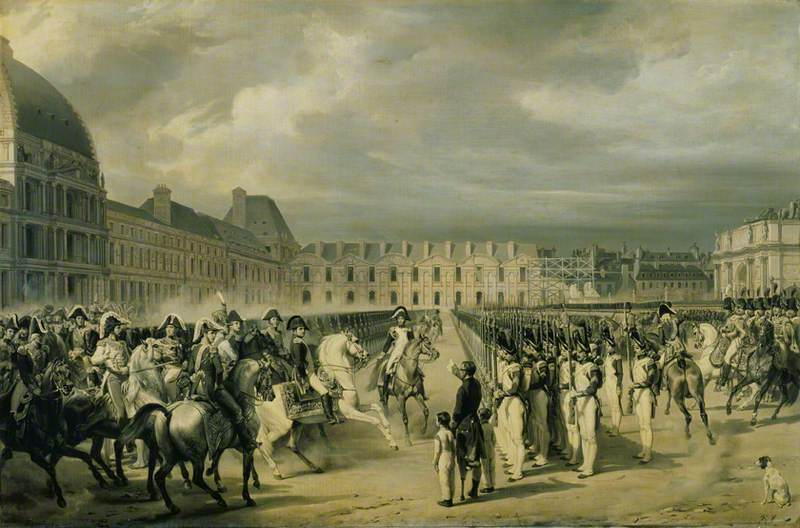
Napoléon passant en revue la garde, place du Carrousel
Horace Vernet, 1841-1842
Wallace Collection, Londres.

Cette place était fréquemment utilisée pour les revues de la Garde par Napoléon. Le tableau en grisaille d'Horace Vernet conservé à la Wallace Collection à Londres, est une réplique de la grande toile de cet artiste présentée au musée de l'Ermitage à Saint-Pétersbourg. La scène représentée peut avoir eu lieu vers 1808-1809. Sur la gauche de la place du Carrousel, on voit le palais des Tuileries incendié en 1871, et à droite l'Arc du Carrousel avec au sommet les chevaux de bronze de la basilique Saint-Marc de Venise, qui avaient été pris par les Français et furent rendus en 1815.
C'est au rez-de-chaussée de l'aile sud que naquit, en mars 1811, le fils de Napoléon et de Marie-Louise, Napoléon II, le roi de Rome. L'Empereur lui attribua un appartement jouxtant celui de sa mère, qui avait été occupé par le grand maréchal du palais, Duroc.

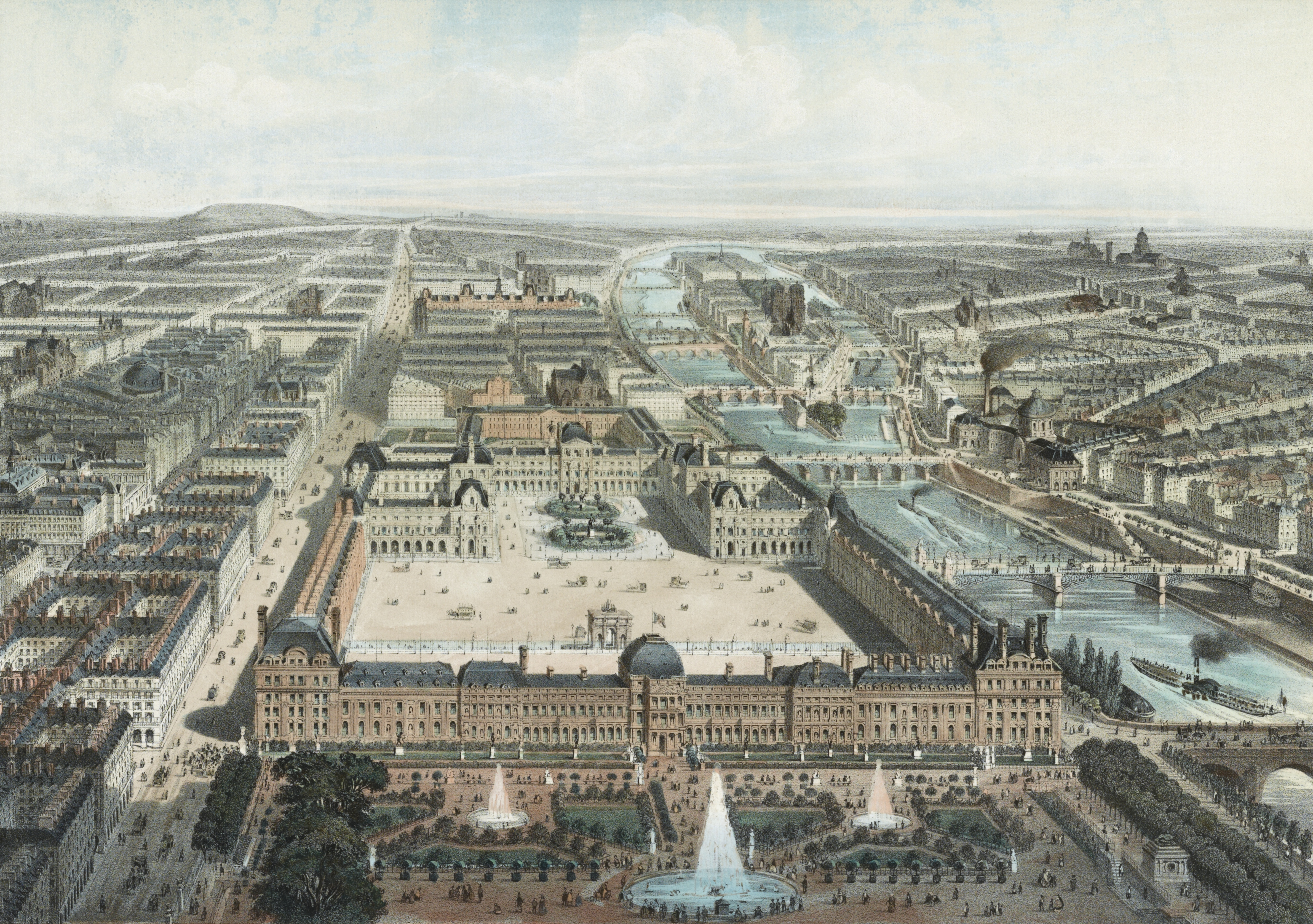
Les Tuileries, le Louvre et la rue de Rivoli, par Charles Fichot, entre 1857 et 1870.

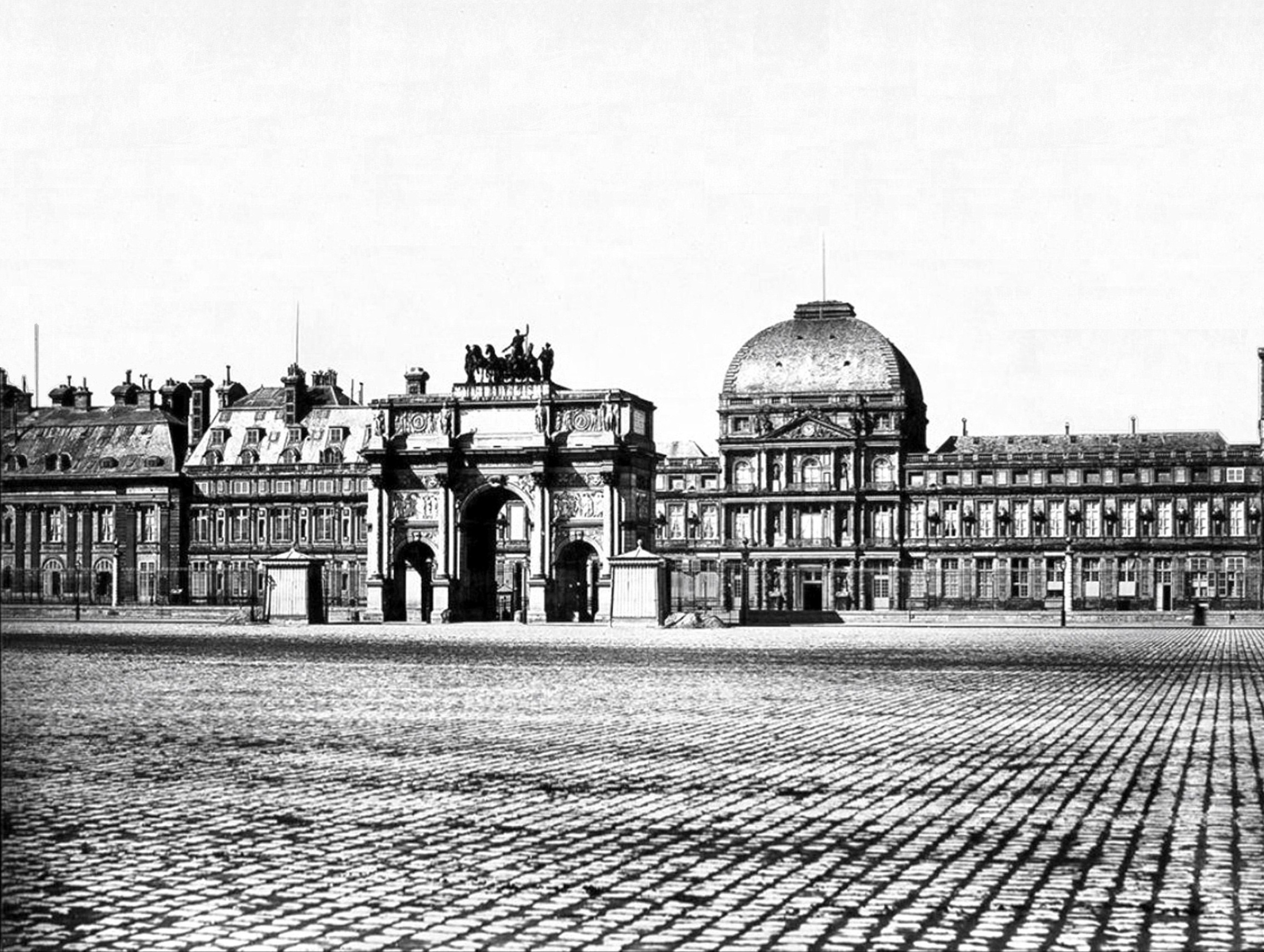
Le palais des Tuileries, la place du Carrousel, l'Arc de Triomphe, vue de la façade Est, 1856, par Gustave Le Gray.

En 1814, Napoléon quitta le palais et y fut remplacé par Louis XVIII, avant d'y revenir le 20 mars 1815 puis de le quitter définitivement après la défaite de Waterloo. De retour aux Tuileries en juillet 1815, Louis XVIII fut le seul roi de France à y mourir (1824). Son frère Charles X l'y remplaça, jusqu'à ce que la Révolution de juillet 1830 l'en chassât et que le palais fût pillé par les émeutiers pour la deuxième fois de son histoire.
Les Tuileries restèrent inhabitées jusqu'au 21 septembre 1831, date à laquelle Louis-Philippe préférant jusqu'ici résider dans sa demeure familiale, le Palais-Royal, fut contraint de s'installer au palais par Casimir Perier qui désirait rehausser le prestige de la monarchie de Juillet. Son épouse, la reine Marie-Amélie, le trouvait triste et le comparait à une casauba (casbah). La famille royale emménagea donc au rez-de-chaussée de l'aile sud.
Pendant plus d'un an, on fit réaliser d'importants travaux de réaménagement qui coûtèrent plus de 5 millions de francs. Le palais prit alors son aspect définitif, avec notamment la création par les architectes Percier et Fontaine d'un grand escalier dans le pavillon de l'Horloge.
Le roi fit également creuser, dans le jardin des Tuileries, une tranchée qui permit de délimiter un jardin privé, clos de grilles, le long de la façade occidentale du palais. Louis-Philippe dut toutefois renoncer, faute d'argent, au projet de réunion du Louvre et des Tuileries sur le côté nord, présenté en 1833 mais qui ne fut réalisé que par Napoléon III.
Les journées de février 1848 chassèrent la famille royale des Tuileries, qui furent une nouvelle fois pillées. Après avoir été reconverti en hospice pour les invalides de guerre, le palais redevint résidence officielle lorsque Louis-Napoléon Bonaparte, président de la République, vint s'y installer, avant d'y être proclamé empereur le 2 décembre 1852.

### Sous le Second Empire

#### Achèvement du «Grand Dessein»

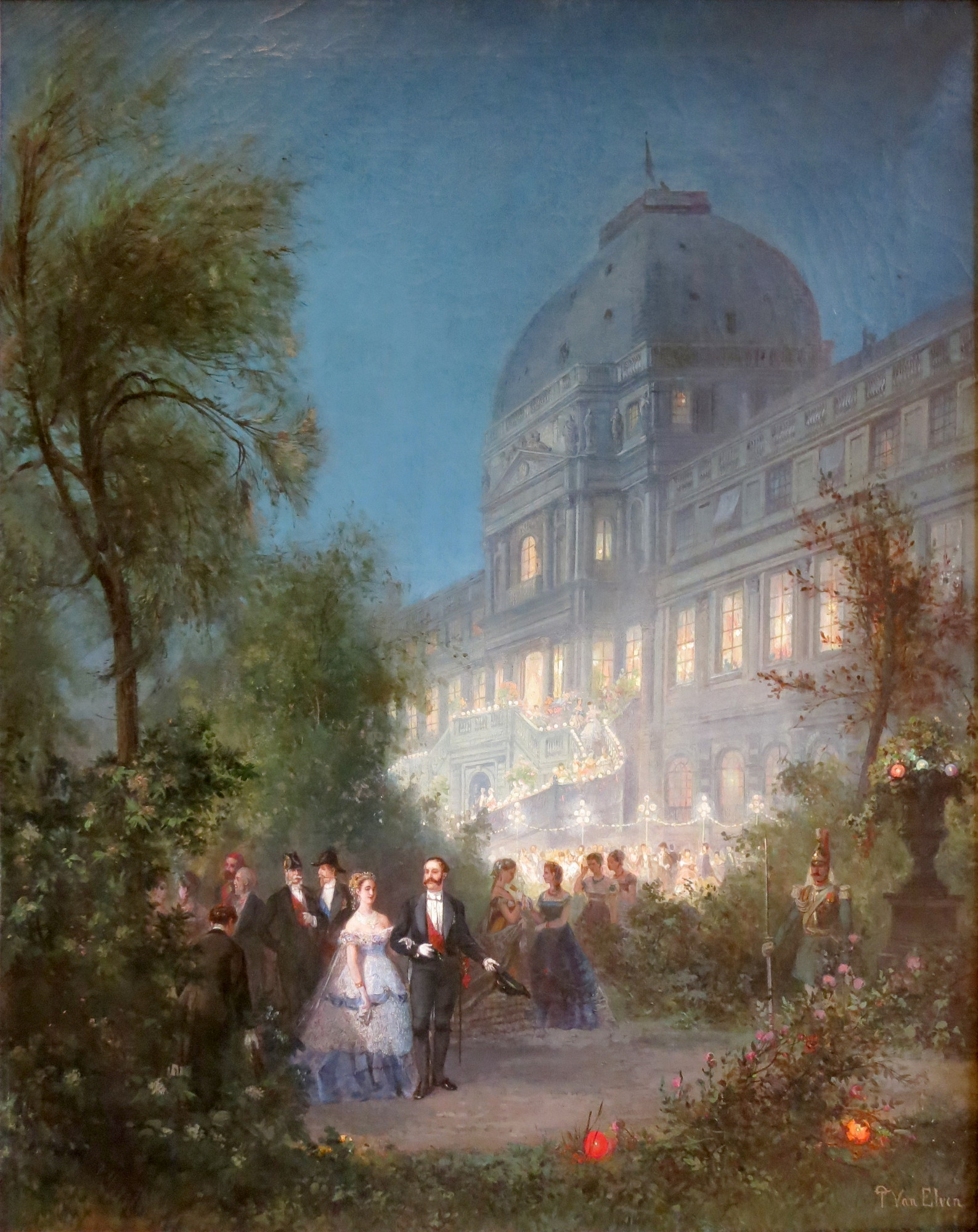
Pierre Tetar van Elven, Fête de nuit aux Tuileries le 10 juin 1867 lors de la visite des souverains étrangers pour l'exposition de 1867. Musée Carnavalet.

Le Second Empire refit des Tuileries la résidence impériale. L'ancienne étiquette réapparut (écuyers, chambellans, préfets du palais) tandis que les fêtes et les cérémonies donnèrent au palais un lustre inégalé. Le 29 janvier 1853, il fut le théâtre du mariage civil de Napoléon III et d'Eugénie de Montijo.
Mais surtout, l'empereur acheva le Grand Dessein voulu par Henri IV et poursuivi par Napoléon en faisant réunir les Tuileries au Louvre. Les immeubles et ruelles qui séparaient encore la place du Carrousel de la cour carrée du Louvre furent détruits. De part et d'autre de l'espace créé, qui prit le nom de cour Napoléon III, les architectes Visconti puis Lefuel édifièrent de nouveaux bâtiments. Le 14 août 1857, Napoléon III inaugura le « Nouveau Louvre », réuni avec le palais des Tuileries. De 1857 à 1871, et pour la première fois, le palais des Tuileries et le palais du Louvre formaient donc un seul et même ensemble, une « cité impériale » au cœur de Paris, le plus vaste et l'un des plus majestueux palais d'Europe.
Après la défaite de Sedan, l'impératrice Eugénie quitta, le 4 septembre 1870, le palais des Tuileries cerné par l'émeute. Elle s'enfuit par le pavillon de Flore, d'où elle passa dans la Grande Galerie du Louvre.

#### Description intérieure
À la fin du Second Empire, la disposition intérieure du palais se présentait de la façon suivante :
- Les personnes entraient, du côté de la cour, par le vestibule du pavillon de l'Horloge.
- Le grand escalier de Percier et Fontaine menait, au premier étage, au nord vers la salle des travées et les tribunes de la chapelle, puis la salle de spectacle et, en retour vers le sud et le pavillon central, la salle des gardes puis la galerie de la paix. Celle-ci conduisait au salon des maréchaux, occupant tout l'étage du pavillon de l'horloge : transversal, il était élevé sur deux étages. De ce salon, les personnes passaient, côté cour, dans le salon blanc, puis le salon d'Apollon, la salle du trône, le salon Louis XIV puis enfin la galerie de Diane ancienne galerie des ambassadeurs, qui conduisait au pavillon de Flore, donnant sur la Seine.
- L'aile sud (vers la Seine) était occupée, au premier étage côté jardin, par les[8] appartements de l'Impératrice] (du pavillon de l'Horloge jusqu'au pavillon de Bullant) et les appartements des secrétaires de l'empereur. Un petit escalier menait de ces appartements vers le vestibule ; le rez-de-cour entre les pavillons de l'horloge et le pavillon de Flore était affecté au service de l'empereur et du palais (officier d'ordonnance, garde), le rez-de-jardin à l'appartement de l'empereur. Des pièces, côté cour, ont été affectées, un temps, au Prince impérial.
- Le pavillon de Flore, donnant sur la Seine, était occupé par les appartements du Prince impérial.
- L'aile nord (vers la rue de Rivoli) abritait la chapelle dans le pavillon de la Chapelle au premier étage duquel se situaient la galerie des travées et les tribunes de la chapelle.
- L'aile comprise entre ce pavillon et le pavillon de Marsan, à l'extrême nord du palais, était occupée par la salle des spectacles, bordée du côté de la cour par un étroit couloir courant jusqu'au pavillon de Marsan.
- Le pavillon de Marsan, donnant sur la rue de Rivoli, était occupé par les appartements affectés aux chefs d'État en visite officielle.
- À droite du grand vestibule, le grand escalier menait aux appartements d’apparat du palais.

En 1868, Hector Lefuel proposa de transformer les façades du palais en créant des galeries de sept mètres de profondeur plaquées contre les pavillons intermédiaires, le pavillon central et les ailes attenantes. Cette solution, qui aurait placé tout l'appartement de réception historique en second jour, visait à améliorer la circulation dans le palais. Elle se caractérisait par son faible coût relativement aux travaux de reprise de sous-œuvre initialement envisagés. Cependant, la chute du Second Empire en empêcha la réalisation.

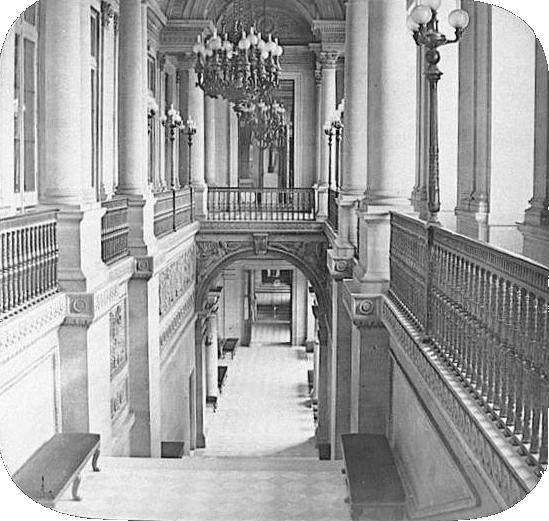
Grand escalier.
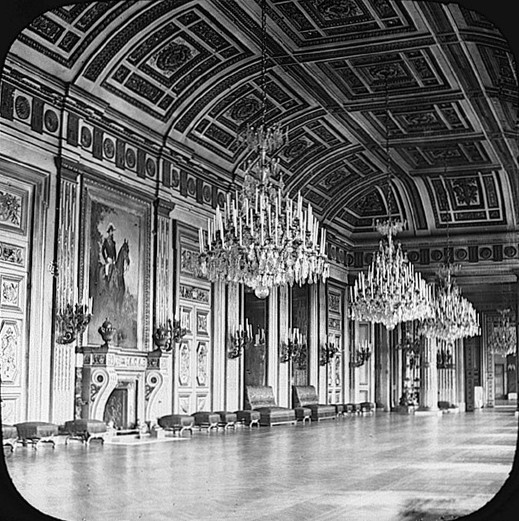
Galerie de la paix.
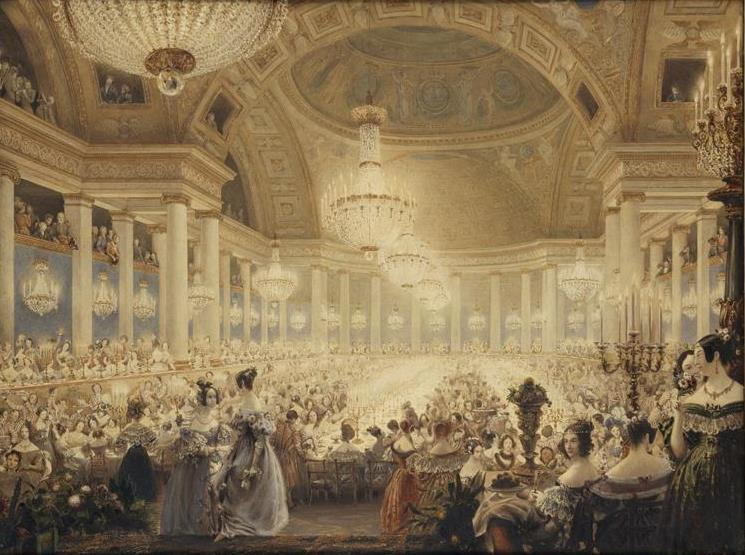
Salle de spectacle des Tuileries, aménagée en salle des fêtes.
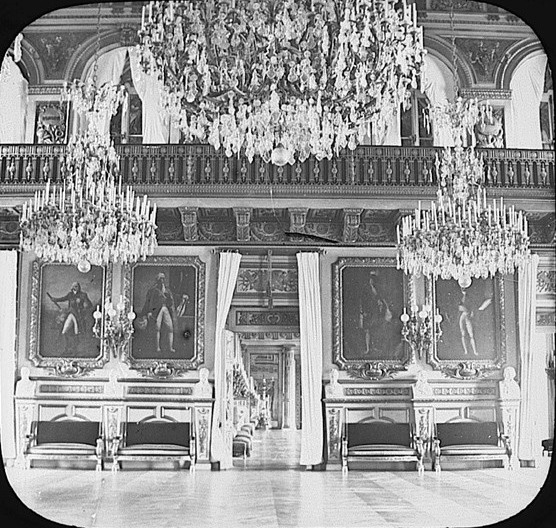
La salle des maréchaux, occupant tout le pavillon central.
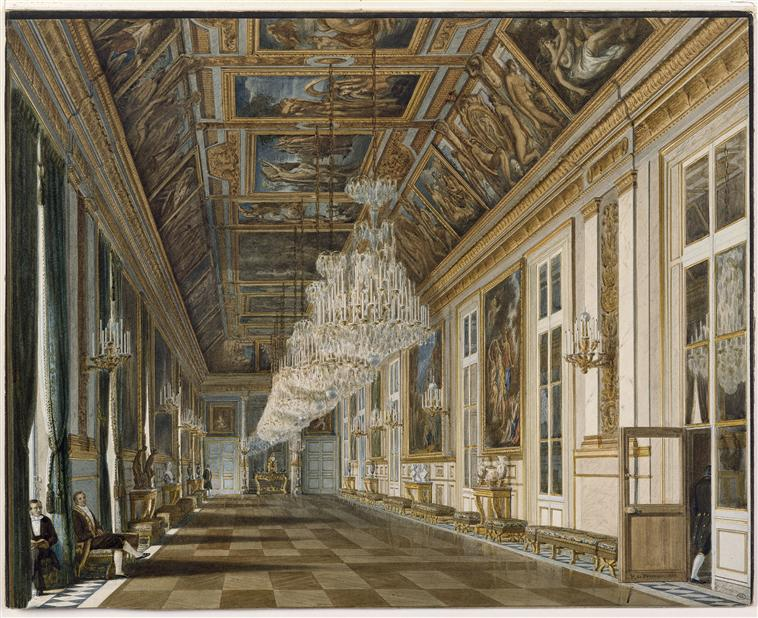
La galerie de Diane (galerie des Ambassadeurs).
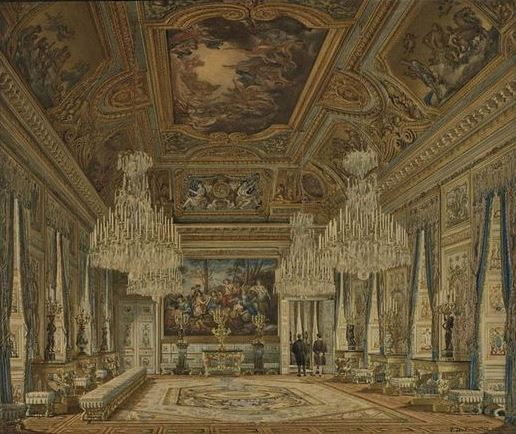
Le salon d'Apollon.
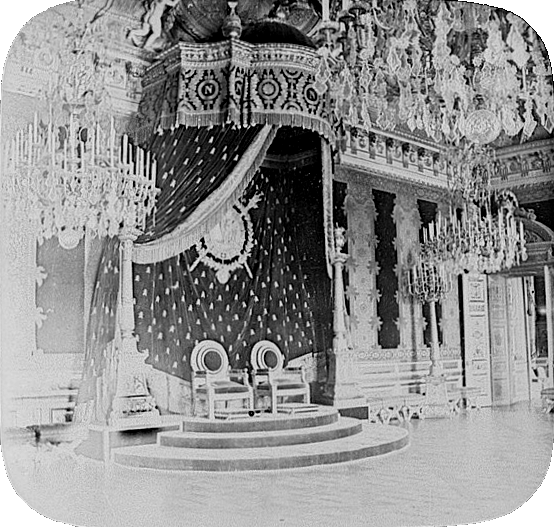
La salle du trône.
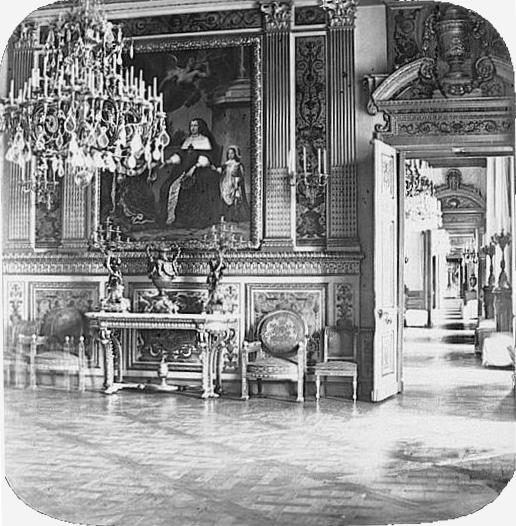
Le salon Louis XIV.
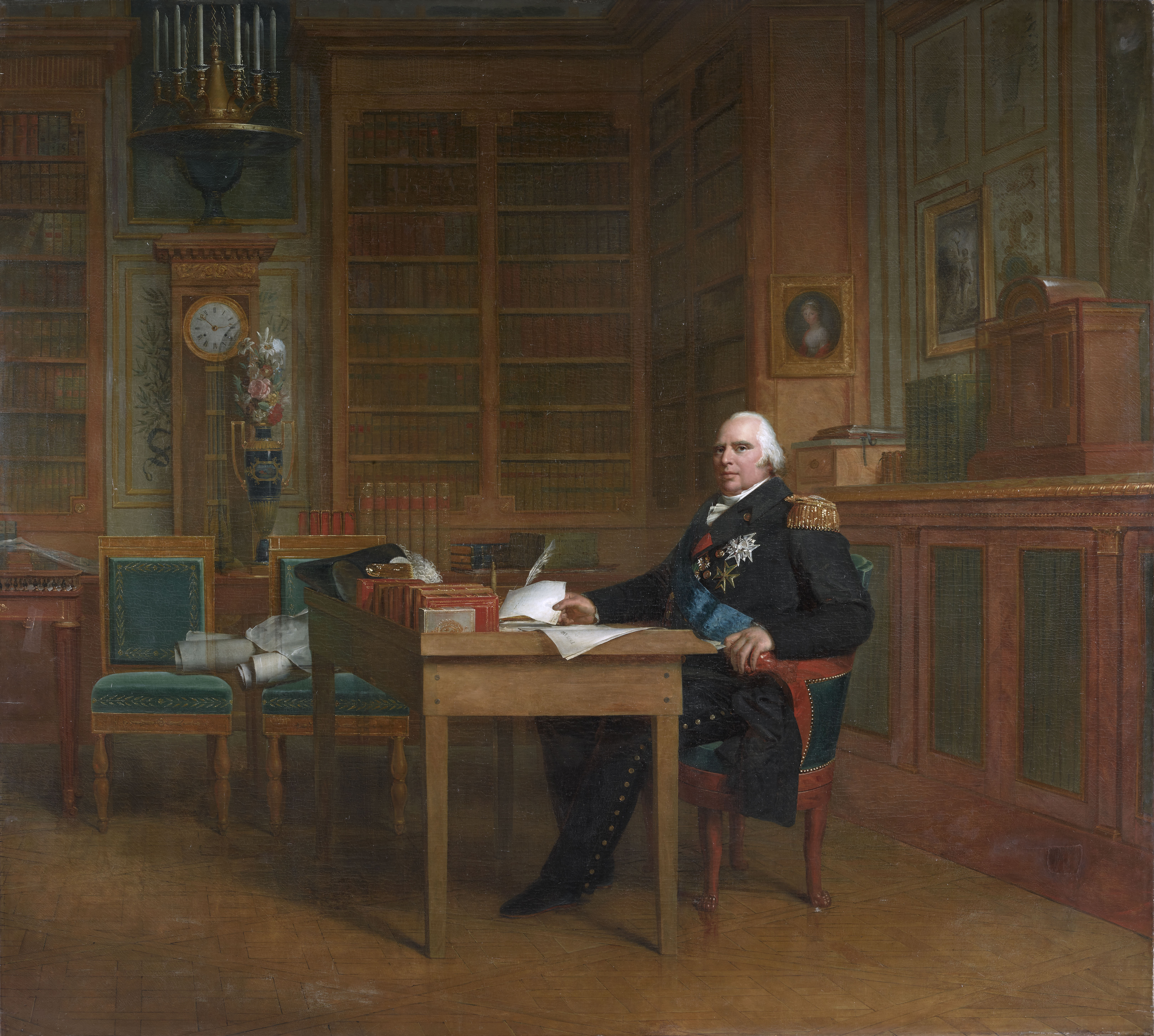
Le cabinet de travail de Napoléon puis de Louis XVIII.
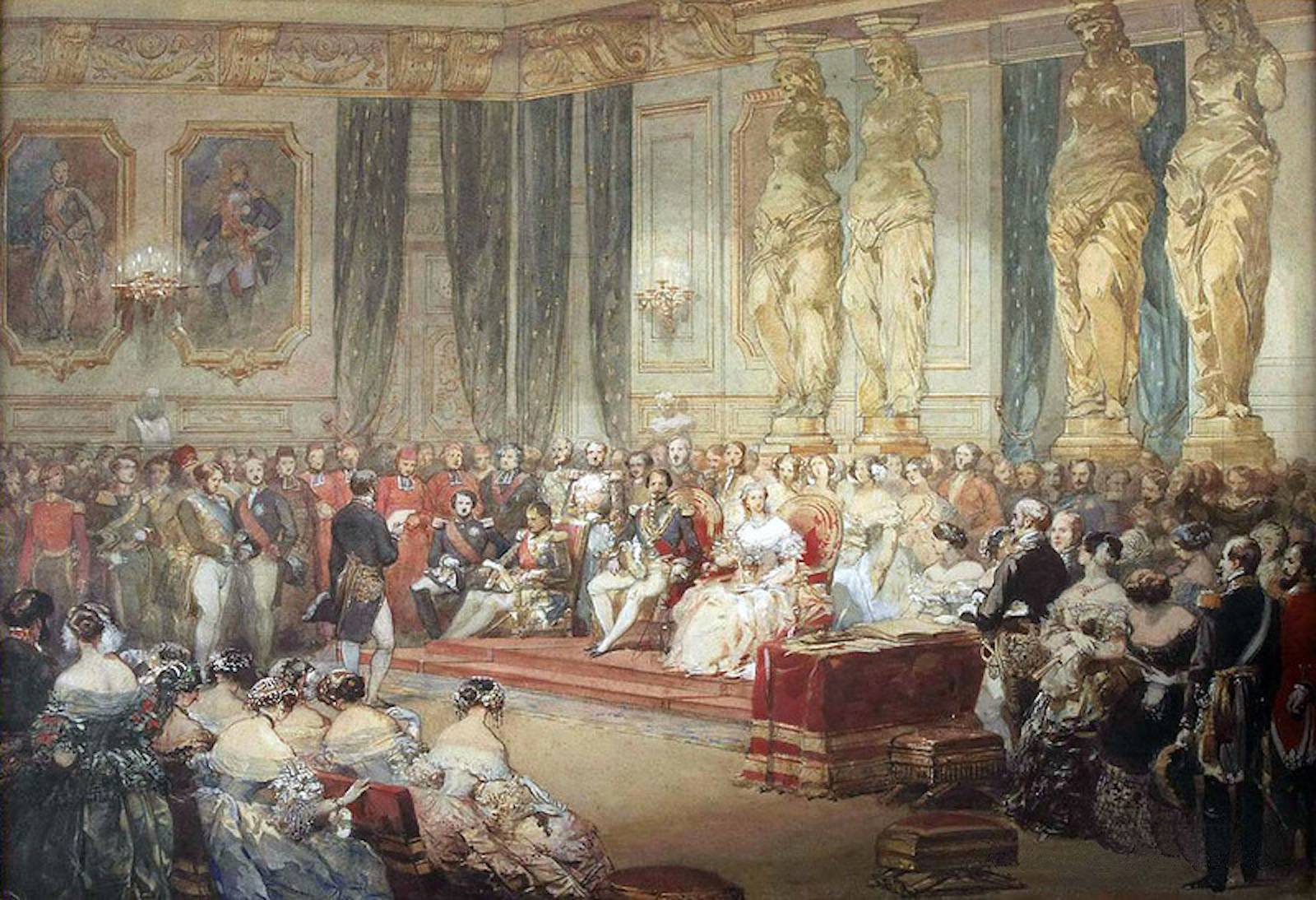
Réception de Napoléon III dans la salle des Maréchaux.

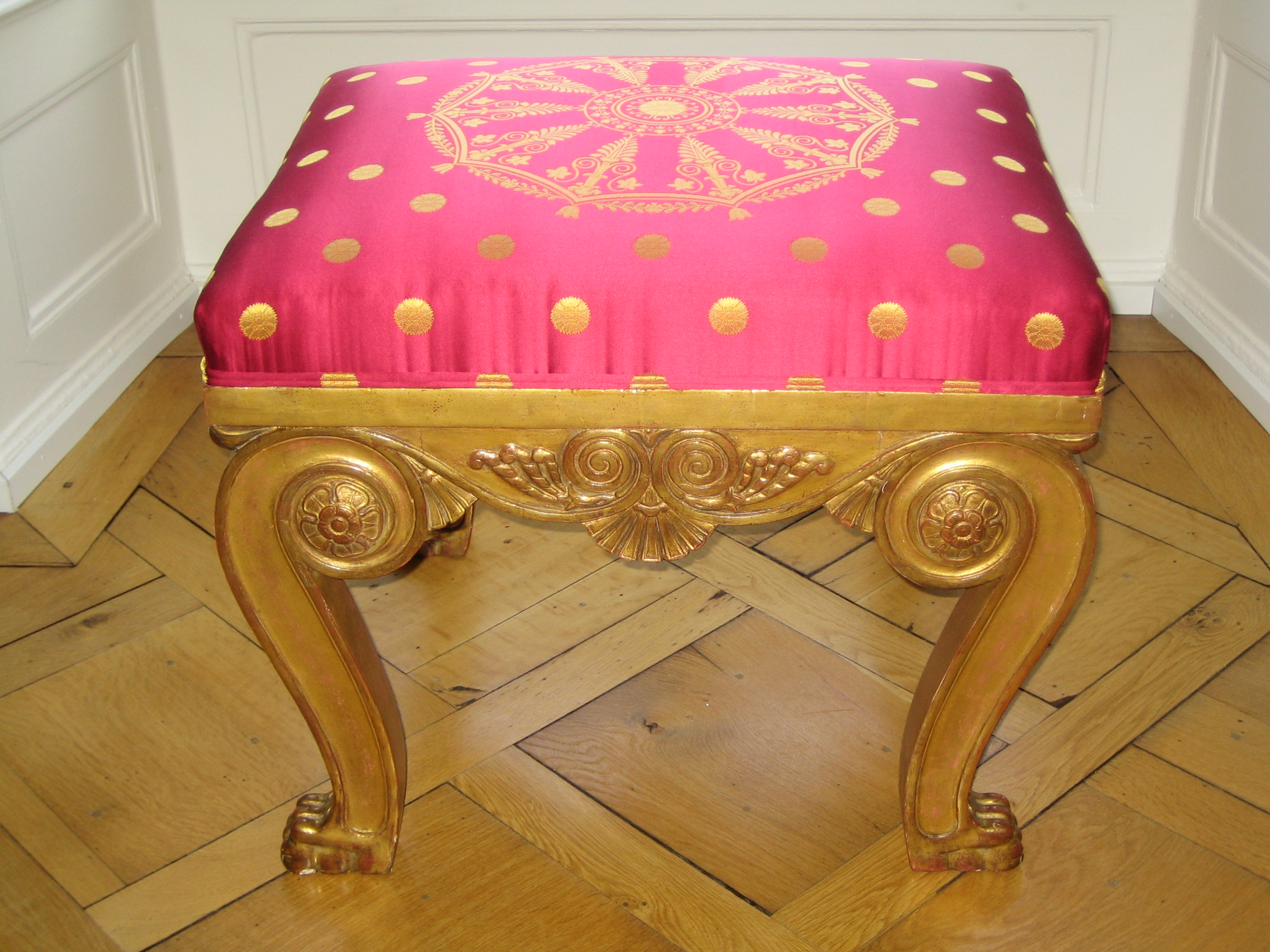
François-Honoré-Georges Jacob-Desmalter : tabouret, bois doré, provenant des Tuileries, vers 1810.

### Incendie et destruction
Devenue maîtresse des lieux, la Commune fit des Tuileries le théâtre de fêtes et de concerts : des « concerts communards » eurent ainsi lieu dans le salon des Maréchaux. La tragédienne Agar y participa. Le 10 mai 1871, une soirée artistique fut organisée au profit des blessés de la Garde nationale. Le 18, trois concerts consécutifs eurent lieu, attirant une foule immense.

#### Incendie

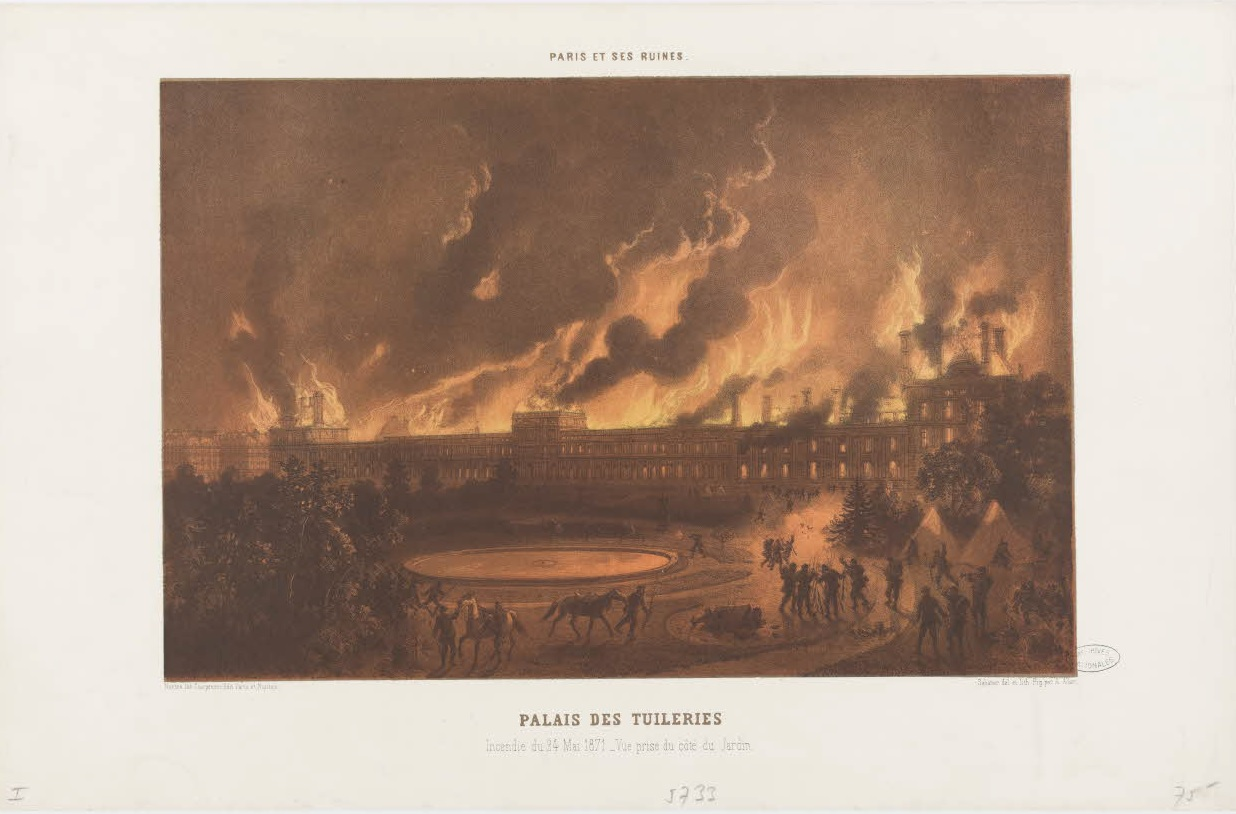
Gravure de l'incendie des Tuileries, 1874. Archives nationales.

Les 22 et 23 mai 1871, les communards Dardelle, Bergeret, Bénot, Boudin et Madeuf firent passer dans la cour cinq fourgons chargés de barils de poudre, bonbonnes de pétrole, de goudron liquide et d'essence de térébenthine qu'ils rangèrent sous le péristyle du pavillon central. Le 23, une trentaine de fédérés sous les ordres de Bénot, garçon boucher, Bergeret et Boudin, parcourut tous les appartements du palais et aspergea murs et planchers à pleins seaux de pétrole.
Un baril de poudre fut placé dans le vestibule du pavillon de l'Horloge, trois en bas de l'escalier d'honneur, tandis qu'un amas de matières inflammables était stocké dans le salon des Maréchaux. Les communards enduisirent de goudron l'autel et l'orgue de la Chapelle et les boiseries du théâtre. Le feu fut allumé par Bénot et l'incendie embrasa immédiatement tout l'édifice. Peu avant 9 heures du soir, l'horloge du palais s'arrêta sous l'action du feu. Vers 11 heures, une explosion secoua le pavillon central, laissant le dôme s'abîmer dans une gerbe de flammes.
Le palais brûla pendant trois jours, et l'incendie se propagea sur une partie du Louvre juste avant les guichets, fondant les bronzes, réduisant les marbres en poussière. Bergeret et ses hommes, ayant commandé un repas froid, soupèrent sur la terrasse du Louvre en contemplant l'incendie. Le 27 mai, il ne restait plus des Tuileries que des pans de murs noircis. Le palais et le musée du Louvre seront, cependant, épargnés des flammes grâce à l'opiniâtreté de Henry Barbet de Jouy et, surtout grâce à l'intervention du commandant de chasseurs Martian de Bernardy de Sigoyer, qui demanda à ses hommes de tout faire pour éviter la propagation des flammes vers les autres bâtiments, situés à l'est des guichets du Louvre et leurs précieuses collections.

#### Démolition
Au début des années 1870, l'architecte Lefuel restaure le pavillon de Flore et reconstruit le pavillon de Marsan.
Dès 1872, de nombreuses pétitions et requêtes sont déposées pour la restauration du palais, intégralement ou dans sa majeure partie. De fait, l'édifice est réparable, puisque seuls les planchers, la toiture et les décors se sont entièrement consumés. Des commissions parlementaires sont constituées : une commission sénatoriale écarte ainsi, en 1876, toute idée de voir disparaître les ruines. Haussmann, Lefuel et Viollet-le-Duc proposent des projets de sauvegarde des ruines ou de reconstruction d'un nouveau palais. La proposition principale consiste en la restauration de la seule partie centrale, isolée, des Tuileries, comprenant le pavillon de l'Horloge, les deux ailes et les deux pavillons du Théâtre et de Bullant, la Petite-Galerie et la galerie des Machines étant donc démolies.
Mais le projet est mis à mal par le décès de Viollet-le-Duc le 17 septembre 1879, puis par celui de Léonce Reynaud le 14 février 1880, enfin celui d'Hector Lefuel le 26 décembre 1880, qui étaient tous trois des experts favorables à la reconstruction. Le nouvel architecte responsable du chantier, Charles Garnier, est au contraire un adversaire de la restauration. Dans son rapport du 30 mai 1881, il mentionne les difficultés à reconstruire le palais : ruines exposées trop longtemps aux intempéries pour être conservées, trop faible profondeur des ailes, nécessité de créer des caves contre l'humidité… et il propose un nouveau bâtiment à la place.
Alors que la question de la démolition fait l'objet d'un bras de fer entre la Chambre des députés et le Sénat, la nomination d'Antonin Proust comme ministre des Arts au sein du gouvernement Léon Gambetta marque un tournant : celui-ci dépose, le 19 janvier 1882, un projet de loi visant à la démolition et au retrait des ruines en évacuant la question de la reconstruction du palais, et dont l’exposé des motifs est de la main de Charles Garnier. Malgré la chute du gouvernement Gambetta fin janvier 1882, la Chambre des députés vote le projet de loi Proust le 21 mars 1882, suivant les conclusions du rapport du député Severiano de Heredia (Union républicaine). Il est adopté par le Sénat, à peine retouché, le 28 juin 1882, par une large majorité (188 voix pour, 71 voix contre), alors que Jules Ferry, ministre de l'Instruction publique et des Beaux-Arts, a promis que la démolition sera suivie d’une reconstruction. Charles Garnier pilote l'arasement des ruines à partir du mois de juin 1882 et poursuit son travail après l’adjudication des ruines à l’entrepreneur Achille Picart, le 4 décembre 1882. Le 30 septembre 1883, il ne reste plus rien des ruines des Tuileries. Ne subsistent que les pavillons de Flore et de Marsan, ainsi que deux galeries jusqu'aux guichets du Louvre. Désormais, une vaste perspective s'étend du jardin des Tuileries au palais du Louvre, laissant découvrir l'arc de triomphe du Carrousel, ancienne porte d'honneur désormais isolée au milieu d'une vaste esplanade.

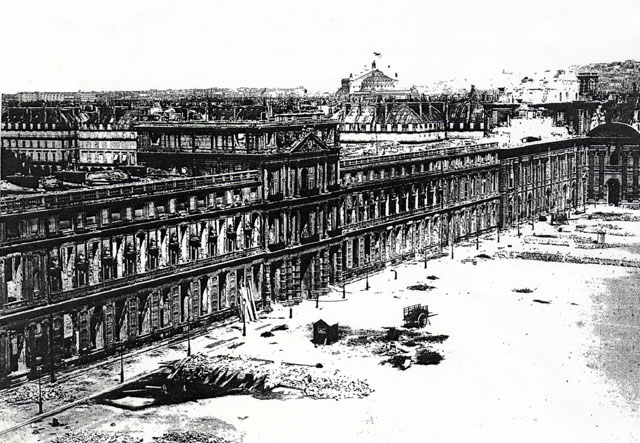
Le palais incendié.
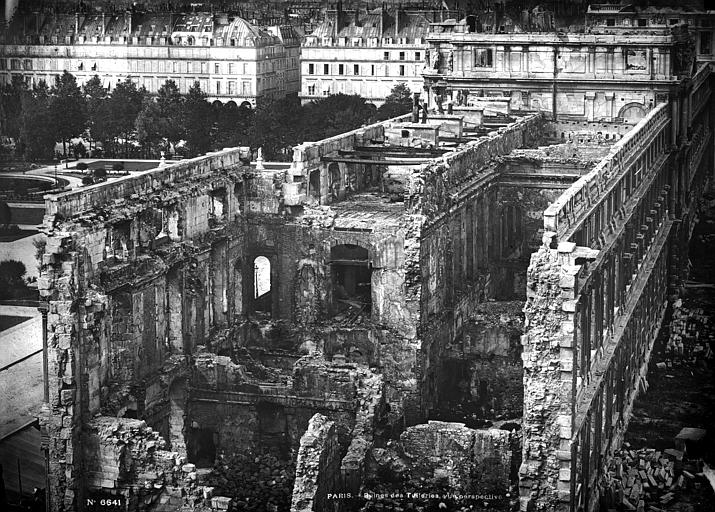
Le palais après l'incendie (photographie de Jean-Eugène Durand).

## Les vestiges
Les vestiges du palais connurent de nombreuses destinations. Pour la plupart, ils sont exposés en plein air, selon une esthétique où les ruines sont porteuses d'une certaine mélancolie.
En 1882, une vente aux enchères est organisée, l'architecte Charles Garnier ayant dressé le plan des ruines pour les acheteurs potentiels. L'État prend tout de même le soin de préempter certaines pièces, afin de conserver publiquement quelques souvenirs. Pour 33 500 francs, l'entrepreneur en démolition Achille Picart emporte la mise, charge à lui de faire retirer les ruines dans les six mois. Il ne compte pas les garder mais les revendre au détail, à l'heure où grands bourgeois et industriels rachètent des châteaux à des nobles désargentés et prisent comme d'autres les éléments architecturaux éclectiques. L'architecte des Tuileries Edmond Guillaume est chargé de la démolition.

### À Paris
Un des restes les plus importants est le fronton du pavillon central et son horloge (qui ornait en 1901 la porte d'un entrepôt d'Achille Picart), acheté par le musée Carnavalet et toujours visible dans le square Georges-Cain, rue Payenne dans le 3e arrondissement,. Des statues qui ornaient ce même fronton (Le Conseil et La Valeur de Thibault Poissant, La Sincérité attribuée à Louis II Lerambert, La Religion de Philippe de Buyster et la tête de La Justice de Michel De La Perdrix), sont conservées dans le hall qui se trouve sous l'arc de triomphe du Carrousel du Louvre, à l'entrée du musée homonyme. La Sincérité et La Religion étaient installées dans le parc du château de Maisons-Laffitte de 1912 à 1990. La tête La Justice rejoint les collections publiques en 1977, après avoir appartenu à la collection Fossard.
Une arcade ionique et deux colonnes de la façade du palais côté jardin, auparavant à l'hôtel Fleury (28 rue des Saints-Pères, ancien siège de l'École des Ponts-et-Chaussées), se trouvent depuis 2011 dans la cour Marly du musée du Louvre,. Des vestiges sont aussi conservés au musée des Arts décoratifs,.
D'autres vestiges furent rachetés par l'État et dispersés entre le jardin des Tuileries (deux arcades de Delorme et Bullant, près du musée du Jeu de Paume, composées d'éléments d'origine et d'autres sculptés à l'identique, retirées en 1993 pour restauration, une seule a été réinstallée en 2011), les jardins du Trocadéro (à l'ouest, le long du boulevard Delessert) et ceux du Luxembourg. On en trouve enfin aussi dans la cour du 9, rue Murillo (éléments de l'arc du grand escalier de Percier et de la Fontaine, récupéré par l'architecte Gustave Clausse, ami d'Edmond Guillaume), dans celle de l'École des beaux-arts (deux colonnes et un chapiteau dans la cour de l'hôtel de Chimay), dans celle de l'École spéciale d'architecture (254 boulevard Raspail, des colonnes auparavant dressées mais désormais découpées pour éviter leur effondrement), et au collège Stanislas.

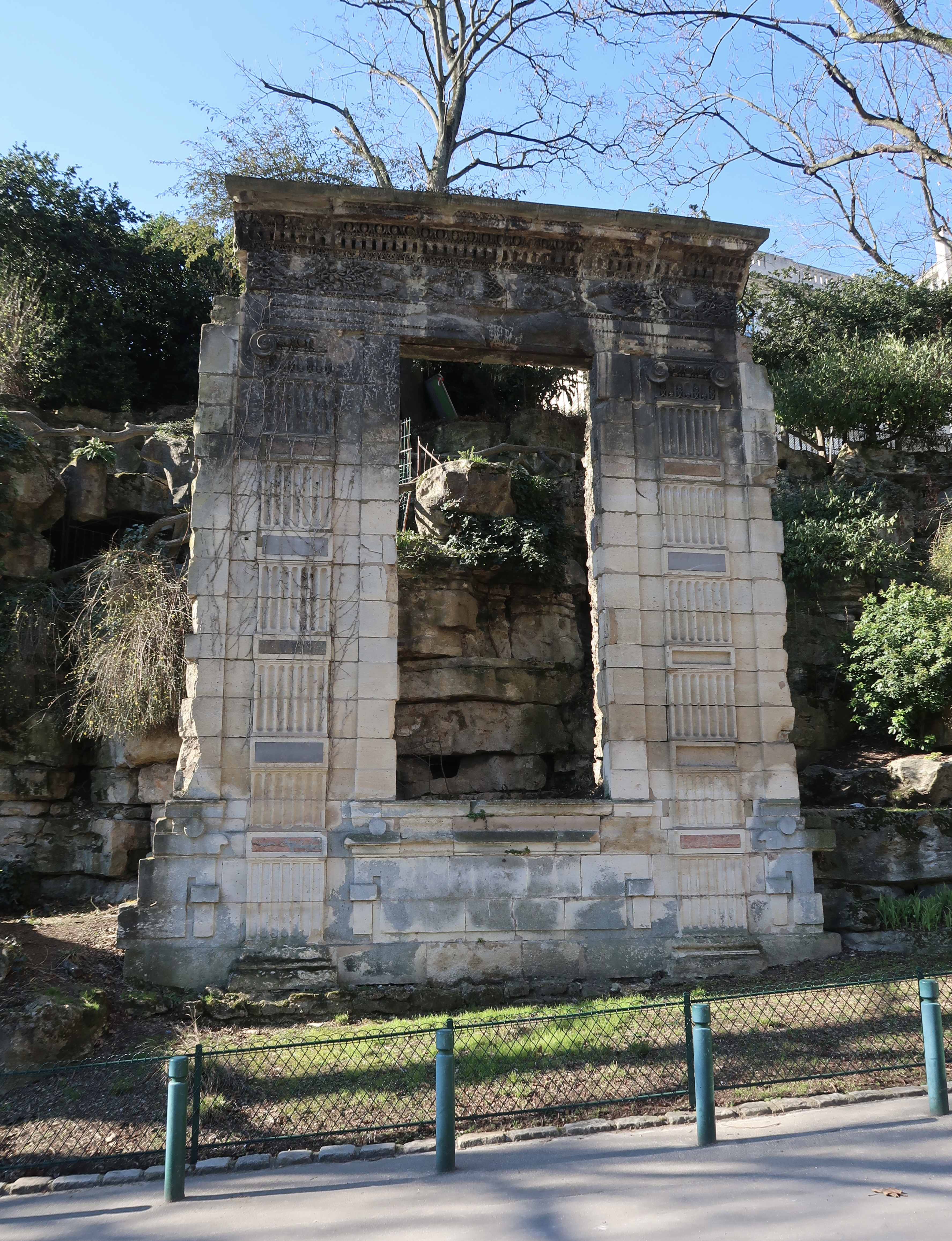
Vestiges dans les jardins du Trocadéro.
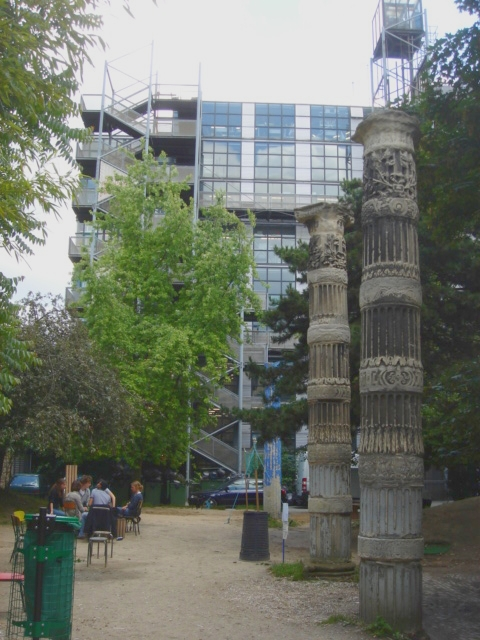
Le jardin de l'École spéciale d'architecture avec les colonnes des Tuileries.
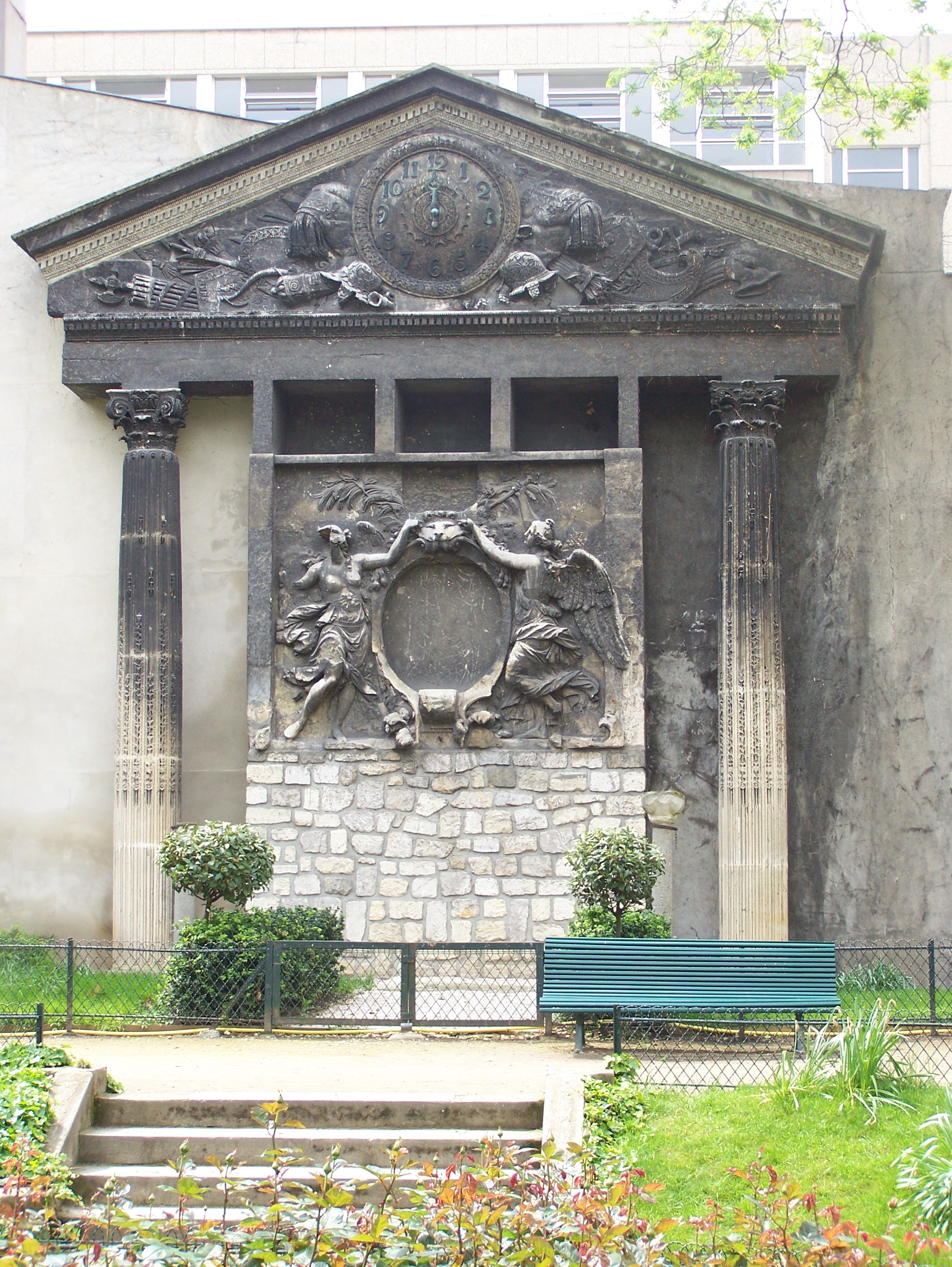
Fronton des Tuileries, square Georges-Cain.
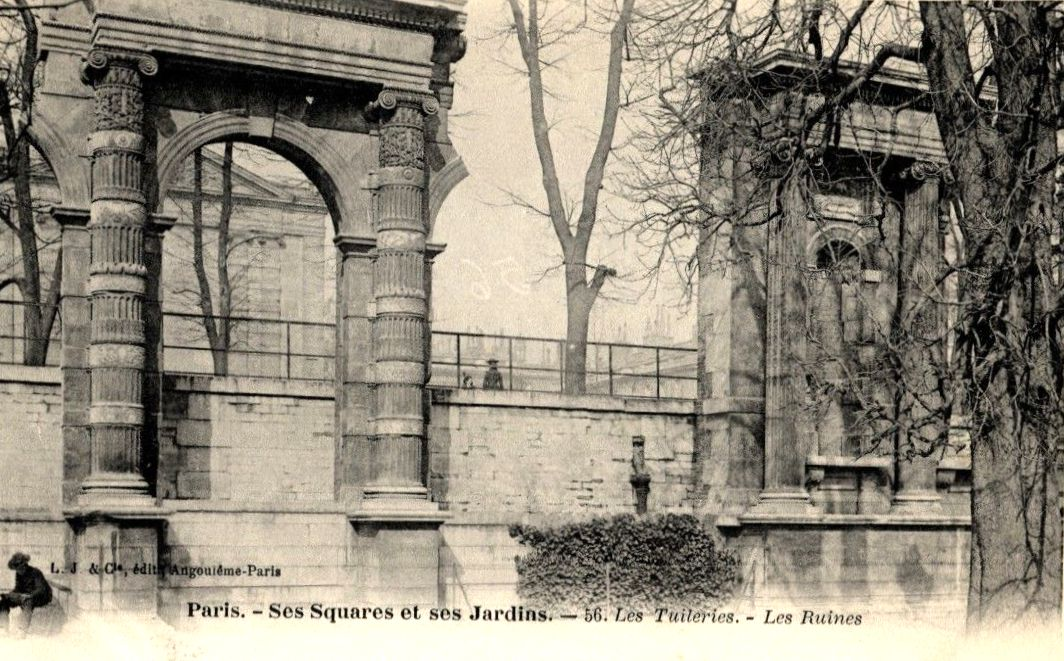
Vestiges du palais des Tuileries, lorsqu'ils servaient d'élément décoratif au sein du jardin des Tuileries.
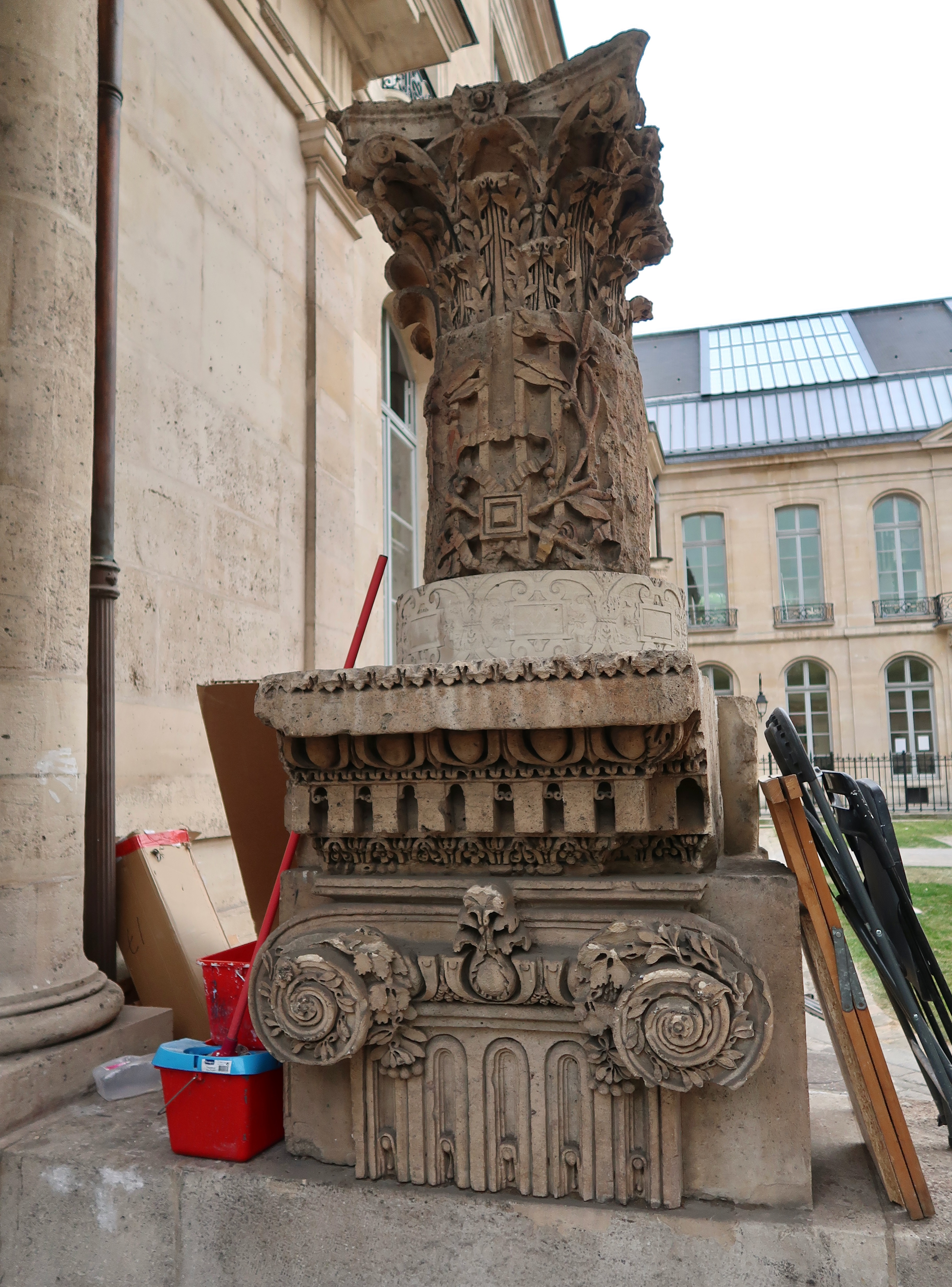
Cour Chimay de l'École des beaux-arts.
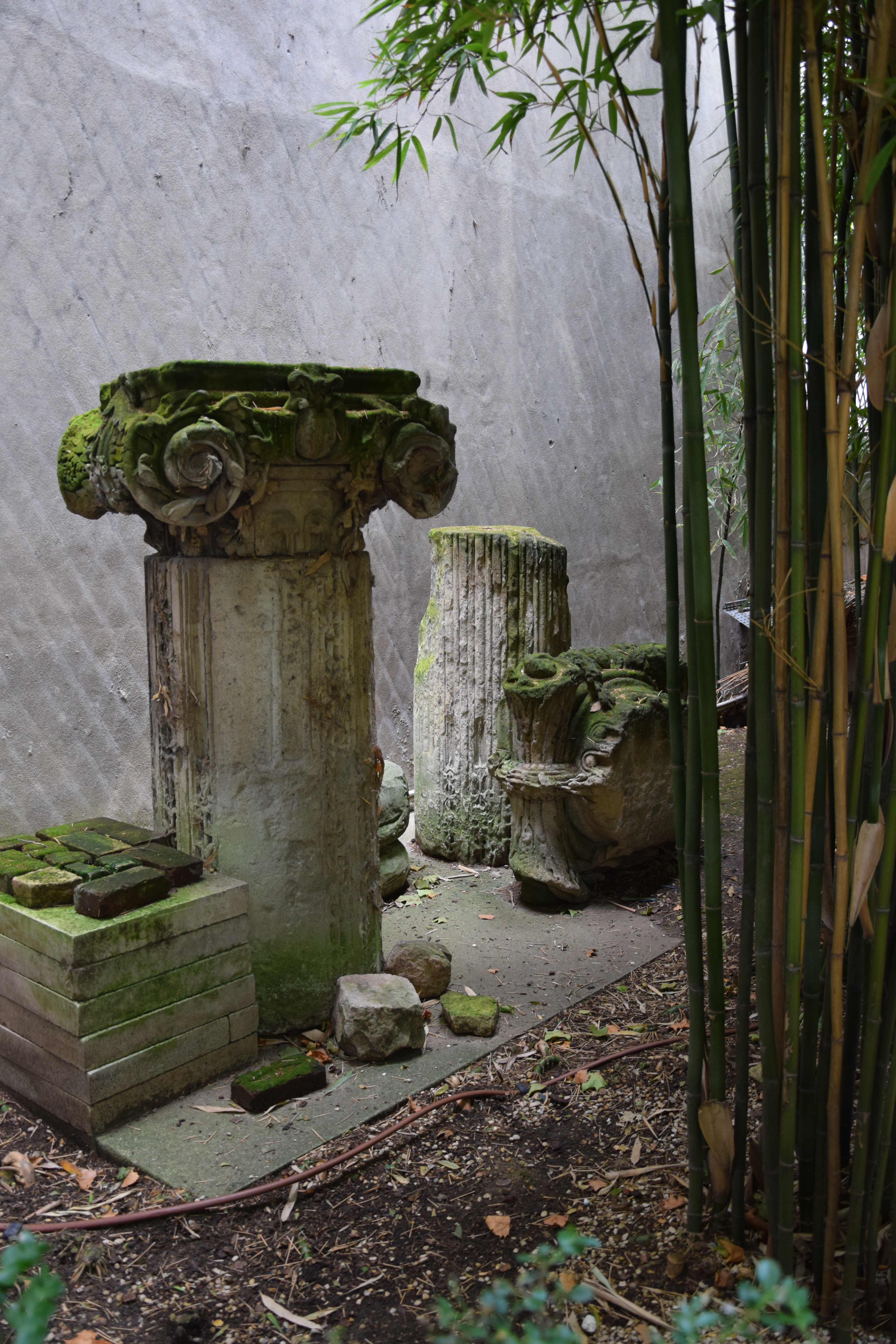
Vestiges dans l'hôtel de Rochechouart.

### En région parisienne
23 colonnes et des bas-reliefs et 14 bas-reliefs furent installés dans les jardins de la villa du couturier Charles Frederick Worth, rue Worth à Suresnes (Hauts-de-Seine) ; l'édifice ayant laissé place à l'hôpital Foch, une partie des ruines ont été transférées à Barentin (Seine-Maritime) mais certaines parties dégradées des colonnes (fûts, chapiteaux) ont été copiées à l'identique en 2011 lors d'une restauration et les originaux détruits.
Le dramaturge Victorien Sardou installa un grand écusson flanqué de deux putti dans le jardin de son château du Verduron, à Marly-le-Roi (Yvelines). D'autres vestiges se trouvent à la maison d'Émile Raspail à Arcueil (Val-de-Marne), dans le jardin de la Maison Masséna à Bagneux (Hauts-de-Seine), dans le parc d'une résidence collective à Châtenay-Malabry (Hauts-de-Seine), au musée Roybet Fould de Courbevoie (Hauts-de-Seine), ou encore au château du Fresnoy à Salins (Seine-et-Marne).

### En province
De nombreuses pierres servirent à construire le château de la Punta, propriété du duc Jérôme Pozzo di Borgo (1832-1910), au-dessus de la baie d'Ajaccio. Il est le plus gros acheteur du démolisseur des Tuileries. Le château possède des éléments des différentes parties du pavillon central de Delorme, de l'aile Bullant, et de Le Vau, ainsi qu'une copie des parties hautes de la Petite Galerie du Louvre, y compris le relief central de Cavelier de 1850. Ce remontage sera endommagé par un incendie en 1978. Les travaux étant trop chers à réaliser, ses descendants vendent le bâtiment dégradé au conseil général de la Corse-du-Sud en 1991.

Château de la Punta, en Corse, reconstruction avec ses pierres d’origine du pavillon construit par Philibert Delorme.
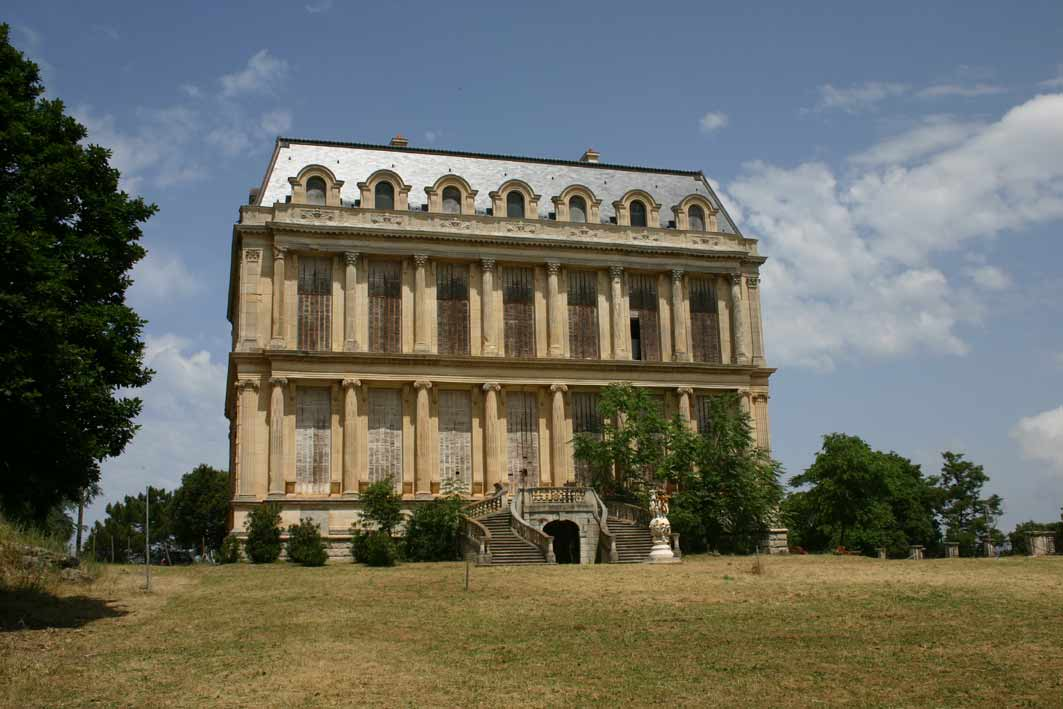
Façade sud.
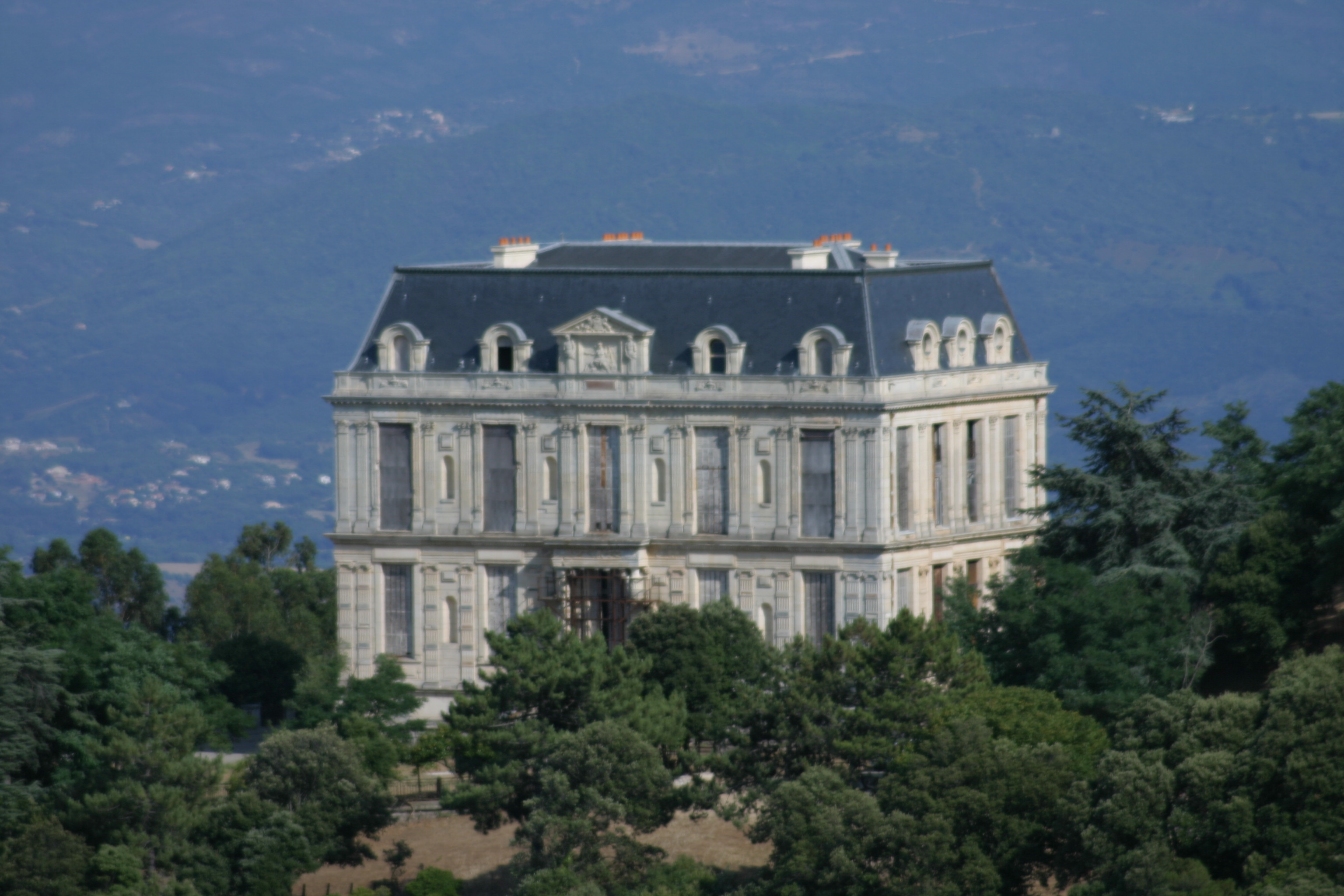
Façade nord.

D'autres vestiges sont conservés au musée décoratif de Nantes, à celui de Dieppe, au château du Champ-de-Bataille, au château de Varax à Marcilly-d'Azergues (Rhône). 43 fragments du palais, acquis par Léon Carvalho se trouvent à Saint-Raphaël, dans les jardins d'une de ses demeures de l'époque, la villa Magali,.

### À l'étranger
À Quito (Équateur), sur le palais présidentiel (palais Carondelet) situé Plaza Grande, dans le quartier colonial, quelques balustrades du palais des Tuileries achetées à la France ornent la façade. On trouve aussi des vestiges à la villa des Palmiers de Bordighera (Italie). Une colonne corinthienne fixée à une partie de mur se trouve sur l'île de Schwanenwerder (Berlin-Wannsee), que le fabricant de lampes à pétrole Wilhelm Wessel avait fait lotir ; des sources mentionnent également que le monument de la rue des Tisserands abrite des vestiges,.
La grille de la cour du Carrousel fut réutilisée dans le château de la famille Esterhazy[Où ?].

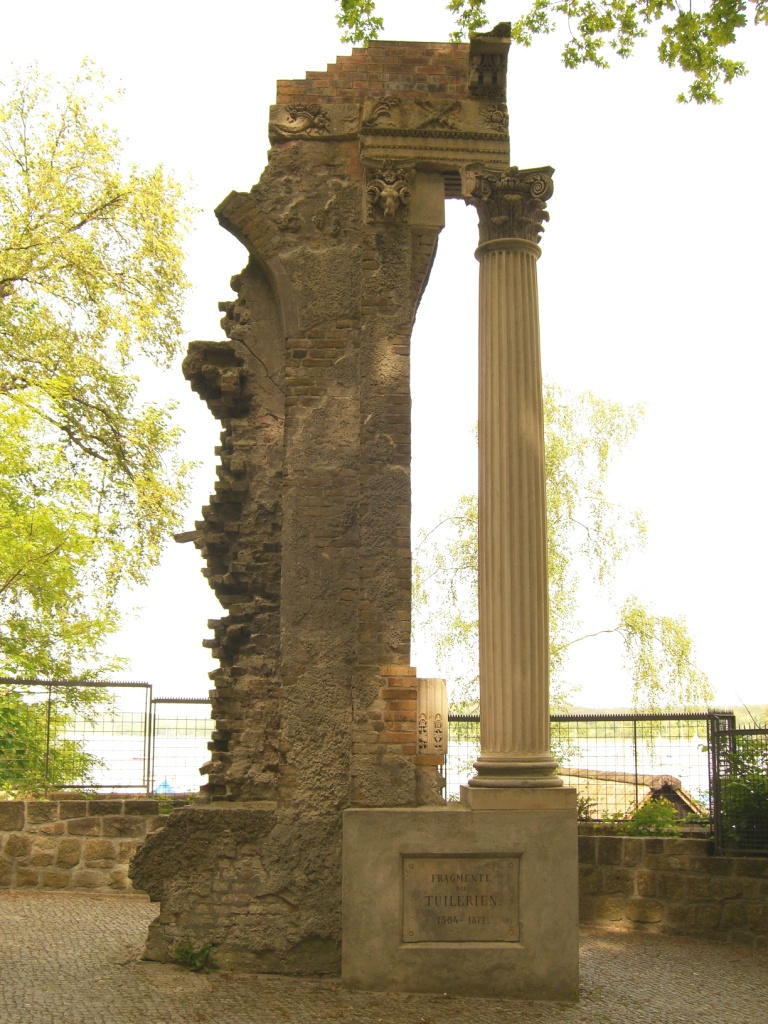
Sur l'île de Schwanenwerder (Allemagne).
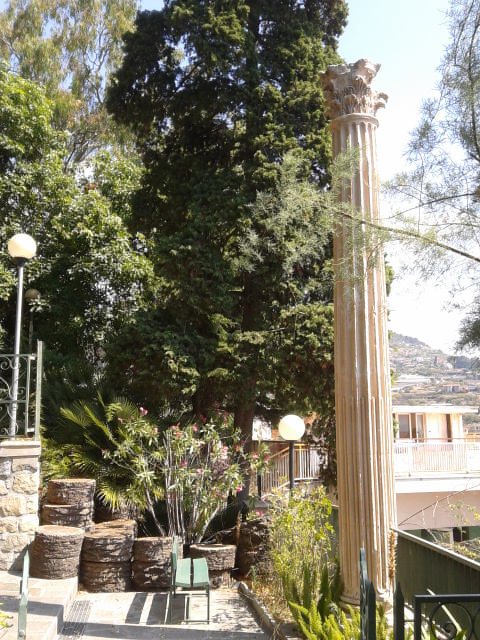
Colonne à la villa des Palmiers (Italie).

### Autres
Le Figaro acquit des marbres, qui furent détaillés en presse-papier et offerts à ses abonnés,.
Il existe une copie miniature du palais des Tuileries dans la cour du 4, rue du Faubourg-Montmartre. Ce bâtiment se trouvait probablement en façade du boulevard et a été caché par la construction d'un immeuble.[réf. nécessaire]
Quant à l'emplacement même du palais des Tuileries, il est aujourd'hui[Depuis quand ?] signalé par un panneau.

## Les projets de reconstruction

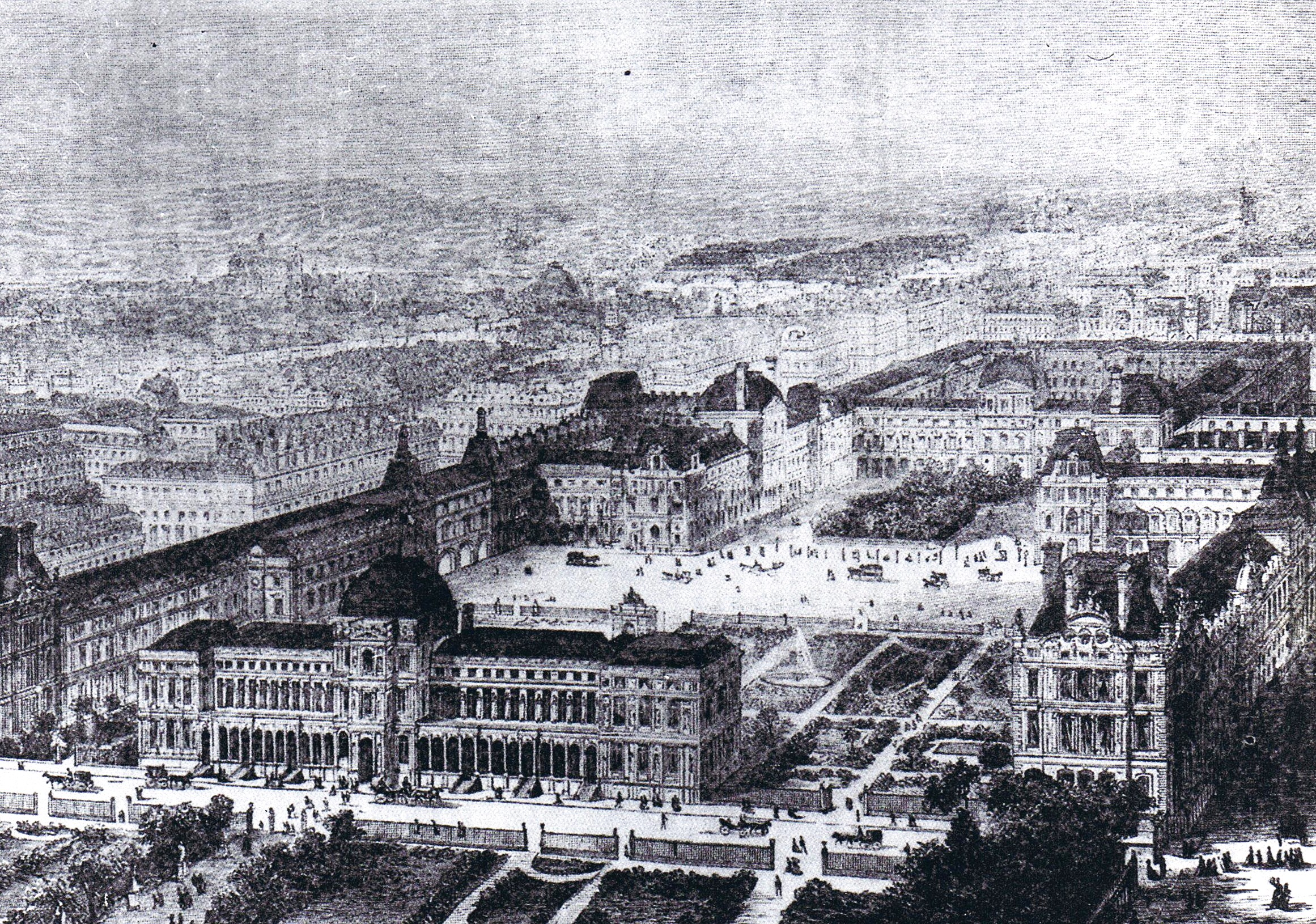
Projet soutenu par le gouvernement en 1878.

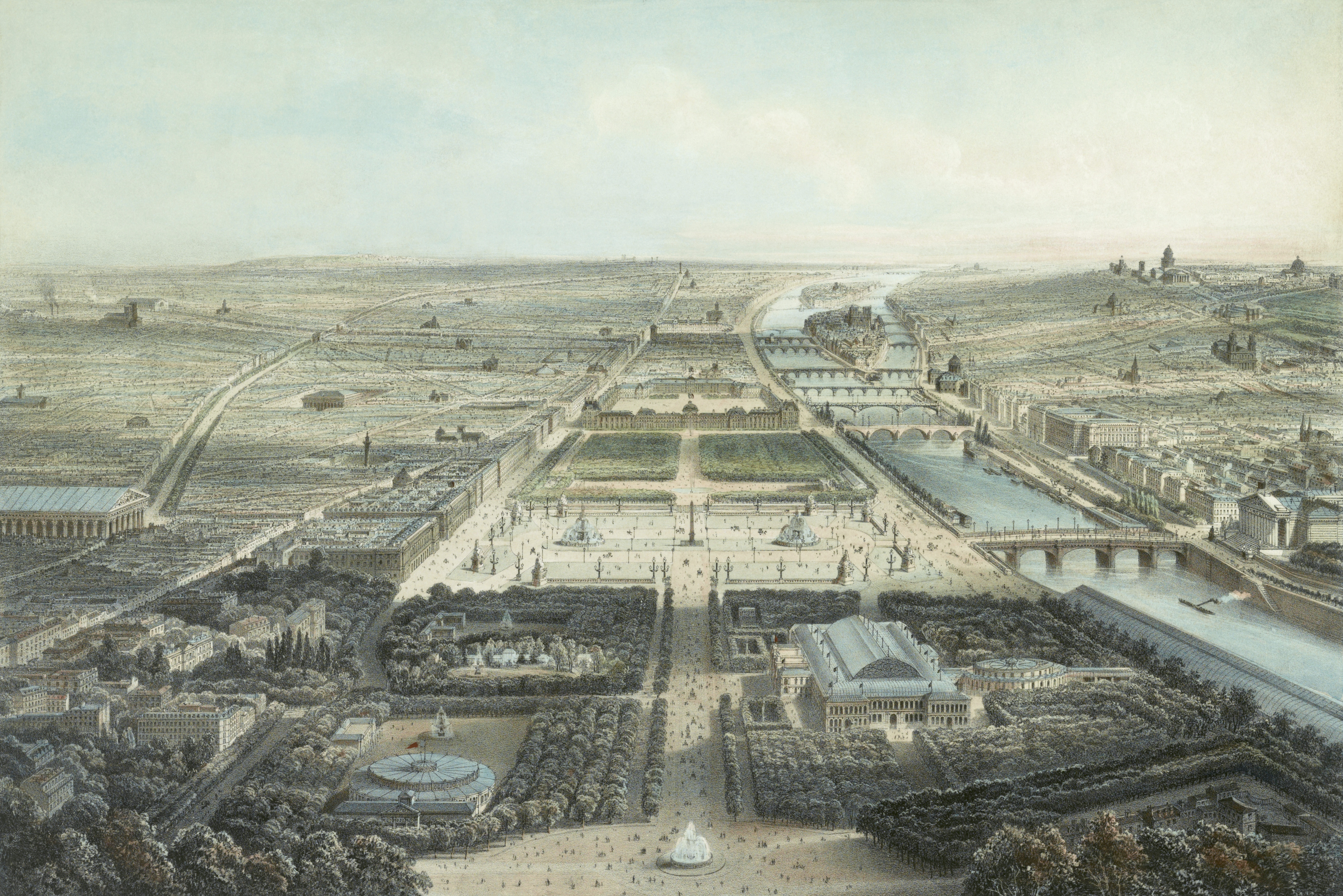
Vue de l'enfilade des Champs-Élysées, de la Concorde et du jardin des Tuileries, vers le palais des Tuileries, sous le Second Empire, par Charles Fichot. Au premier plan : le rond-point des Champs-Élysées.

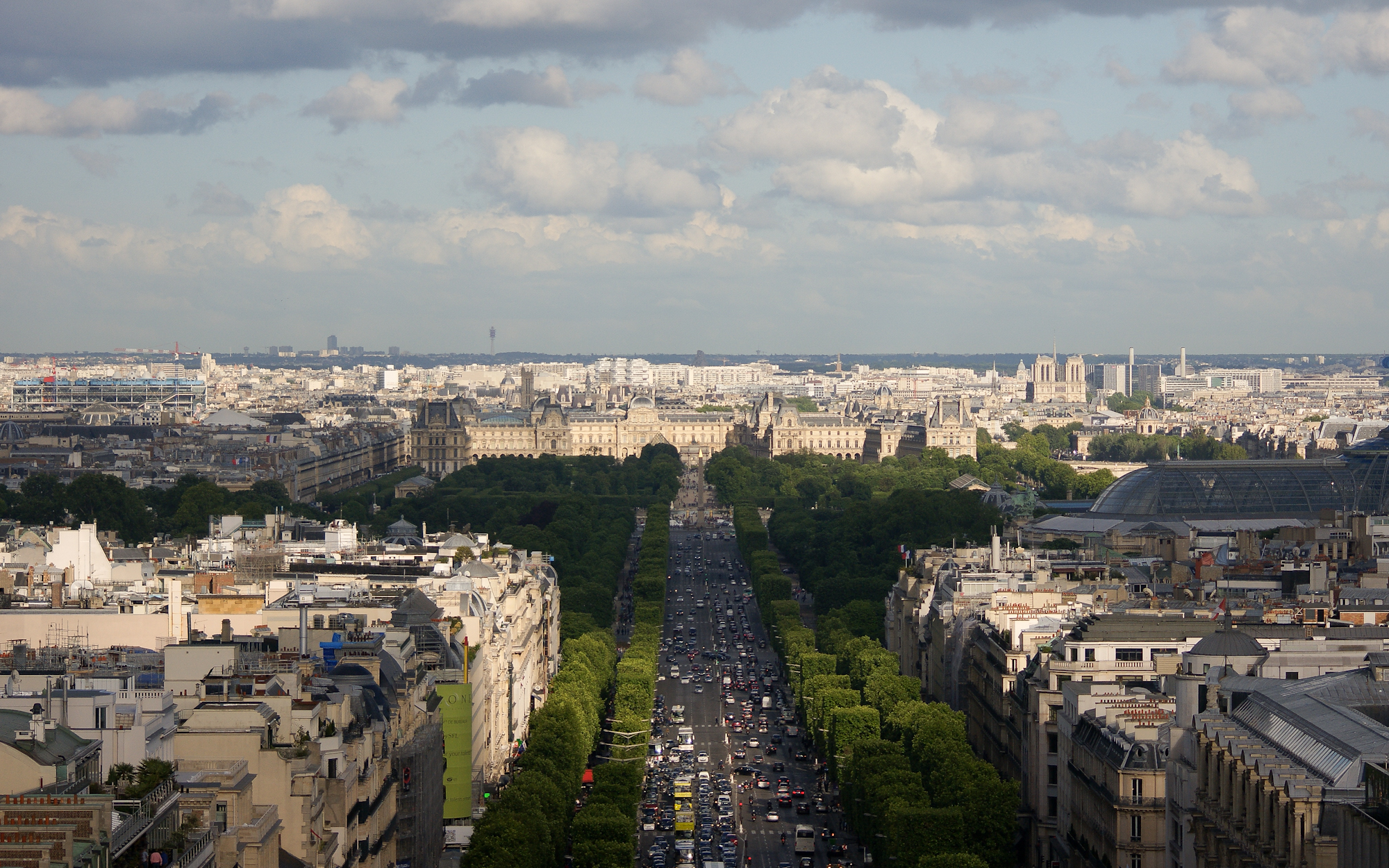
Vue actuelle de la perspective des Champs-Élysées depuis l'Arc de Triomphe. Le palais des Tuileries a disparu mais les pavillons de Flore et de Marsan, remaniés, subsistent aux extrémités. Le Louvre quant à lui n'est pas dans l'axe.

Depuis la destruction du palais des Tuileries, l'idée d'une reconstitution de l'ensemble palatial Louvre et Tuileries a été plusieurs fois mise en avant. En particulier, sous la Troisième République, puis sous la Cinquième, plusieurs gouvernements envisagèrent la reconstruction du palais.
En 1878, Charles de Freycinet, ministre des Travaux publics, déposa à la Chambre des députés un projet de loi relatif à la reconstruction du pavillon central des Tuileries, à l'affectation de ce bâtiment à un musée de l'art moderne et à l'établissement d'un jardin dans la cour du Carrousel.
En 1882, Jules Ferry, ministre de l'Instruction publique et des Beaux-Arts, soutint la reconstruction du palais et avait confié à Charles Garnier la mission de réfléchir à ce projet.
En 1958, alors qu'il était de retour au pouvoir et souhaitait quitter le palais de l'Élysée, le général de Gaulle envisagea également de procéder à sa reconstruction et d'en faire la résidence du président de la République ; il chargea ainsi l'architecte Henry Bernard de réfléchir à ce projet,.
Indépendamment de ces initiatives, depuis 2002, un comité national pour la reconstruction des Tuileries milite pour la reconstruction à l'identique du palais des Tuileries, avec des fonds collectés auprès d'entreprises privées. Le coût est évalué à 350 millions d'euros d'après le Comité. Une commission d'études dirigée par Maurice Druon et composée de partisans du projet, instituée par arrêté ministériel, a rendu un rapport en février 2007.
Le Comité français d'histoire de l'art, de son côté, s'est montré très opposé au projet, car les pavillons de Flore et de Marsan ont été complètement réaménagés depuis et ne sont donc plus dans l'état du Second Empire, la reconstruction signifierait détruire leur façade du côté cour, classée aux Monuments historiques. Selon ce comité, la construction de ce qu'il considère comme un « pastiche » architectural n'aurait aucun sens, il serait absurde de vouloir faire abstraction des 130 ans d'histoire passés depuis la destruction, l'absence des Tuileries au XXe siècle aurait un sens et aurait même marqué l'urbanisme de Paris et sa grande perspective du Louvre à la Défense. Ce projet mobiliserait du temps et des ressources alors qu'une partie du patrimoine architectural français est en danger. L'État, la Ville de Paris et le musée du Louvre se sont également prononcés contre ce projet.
Pour le comité qui défend la reconstruction, la reconstruction à l'identique ou une autre version du palais des Tuileries rétablirait notamment la fameuse perspective du grand axe historique de Paris, celle de l'avenue des Champs-Élysées, entre l'Arc de triomphe et la place de la Concorde, ainsi que du jardin des Tuileries, qui tous ont été entièrement conçus dès leurs origines (la grande perspective des Champs-Élysées ayant été tracée par Le Nôtre au XVIIe siècle) pour mettre en scène la longue façade symétrique du palais des Tuileries, siège du pouvoir et résidence officielle des chefs d'État français à Paris avant sa destruction. La façade était ainsi parfaitement centrée et perpendiculaire à l'axe. Alors qu’actuellement cette perspective est rompue, tous ces vastes et prestigieux espaces urbains de la capitale donnent sur du vide, ils auraient « perdu leur sens ». Les bâtiments du Louvre y sont illisibles, le Louvre étant désaxé pour suivre la courbe de la Seine, de même que la pyramide de Pei n'est pas dans l'axe. La conception et l'esthétique du jardin des Tuileries notamment, chef-d’œuvre de Le Nôtre, entièrement dessiné comme un savant parvis théâtral de verdure et de fontaines répondant harmonieusement aux volumes du palais, paraît actuellement vide et incompréhensible pour les visiteurs non avertis. Sous la Troisième République, au moment de décider du sort des ruines qui étaient encore en place, le baron Haussmann avait prévenu les partisans de la destruction : « Les ruines des Tuileries font encore obstacle à la vue d'irrégularités que vous allez mettre à découvert ».
L'architecte-décorateur Juan Pablo Molyneux a pour sa part proposé l'idée d'édifier une réplique de l'ancien palais, figurée sur toile et montée sur échafaudage au même endroit, ce à quoi un ministre lui a répondu qu'il était inenvisageable de réinstaurer un symbole de la monarchie.

## Galerie

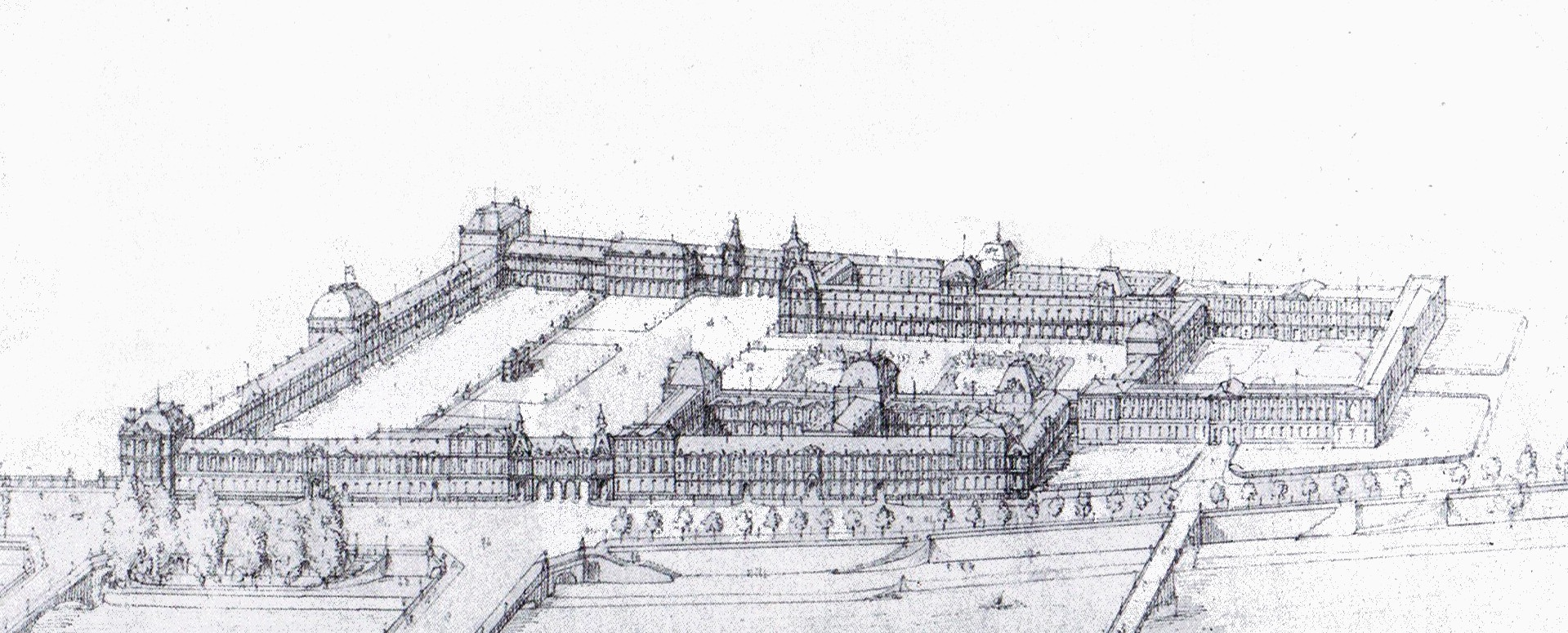
Le projet de Visconti et Lefuel, en grande partie réalisée, vers 1860.
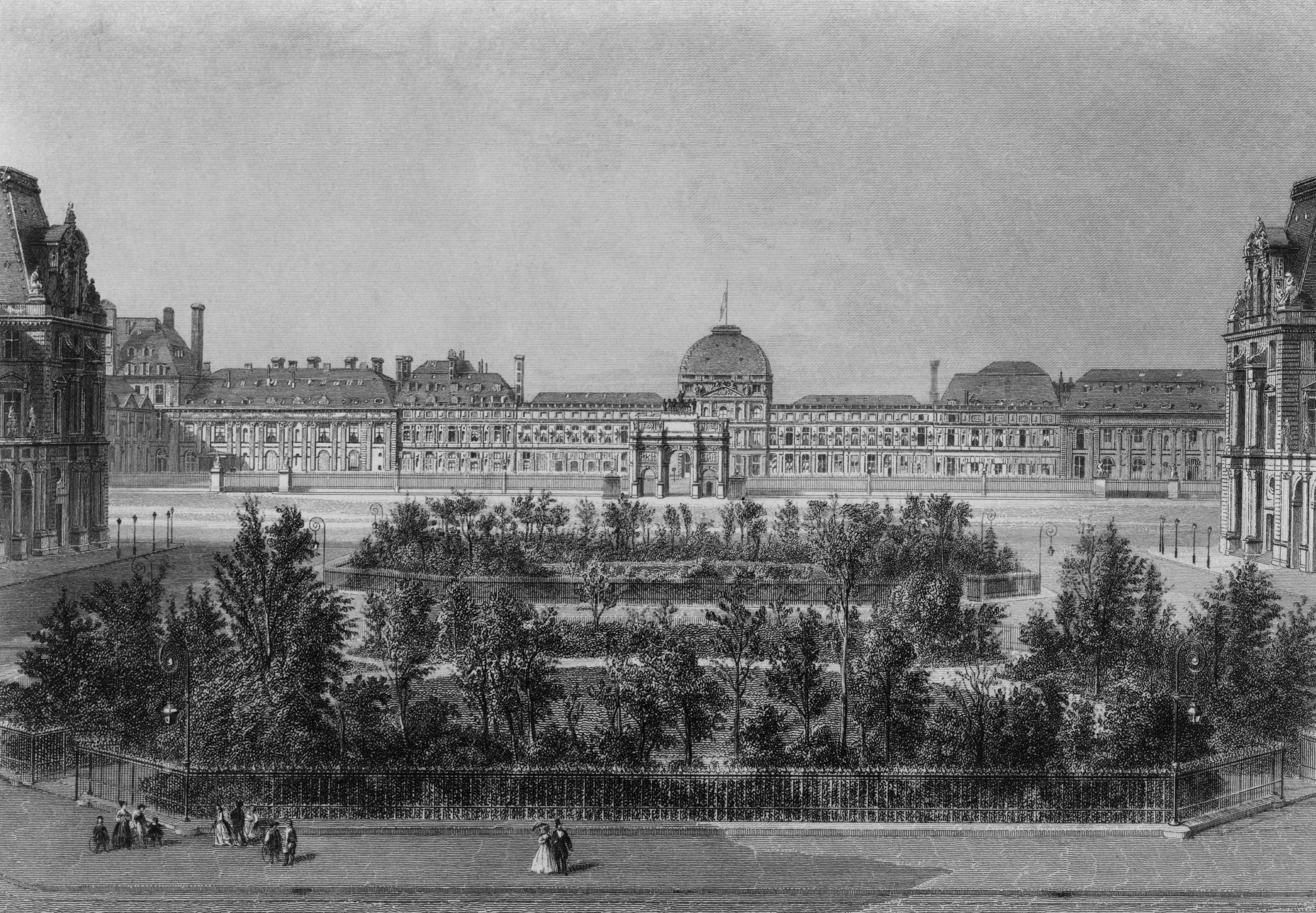
Le palais des Tuileries vu depuis le Louvre, vers 1868.
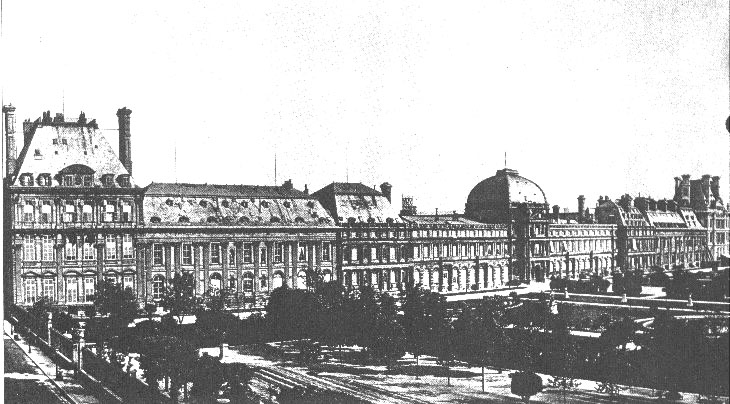
Le palais vu depuis la rue de Rivoli, côté jardin sous le Second Empire.
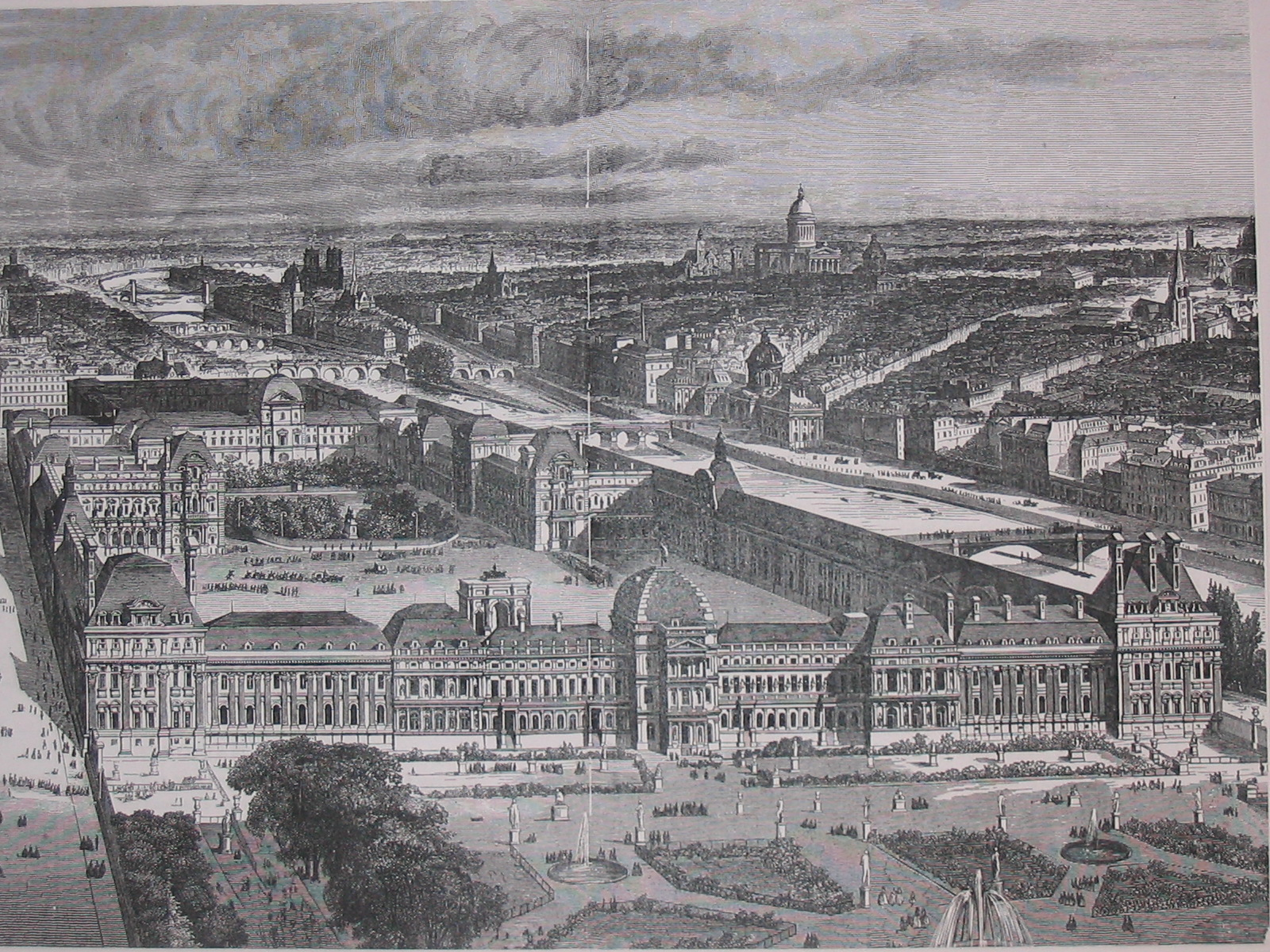
L'ensemble Louvre et Tuileries sous le Second Empire.
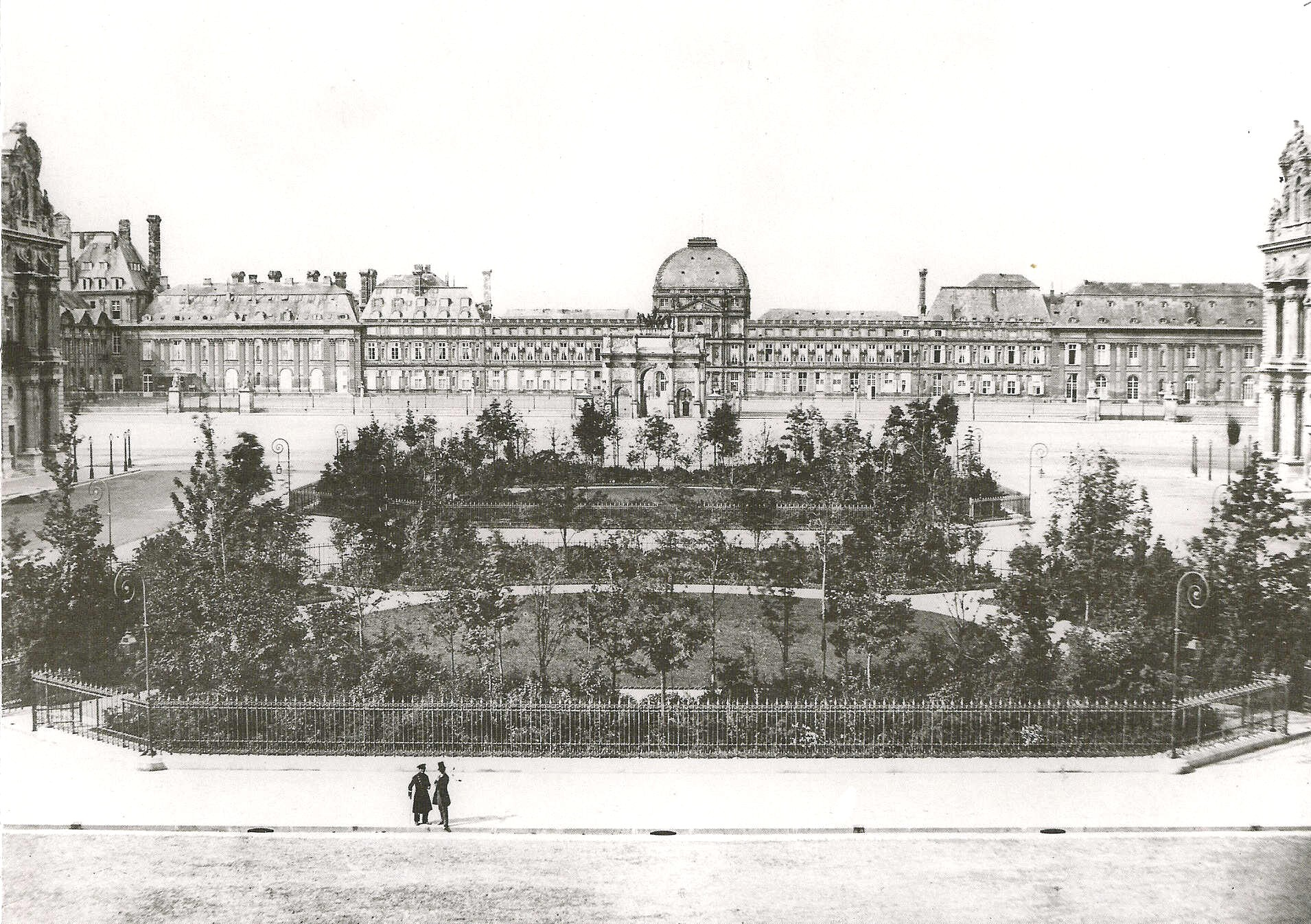
Le palais des Tuileries vu depuis la place du Carrousel sous le Second Empire.
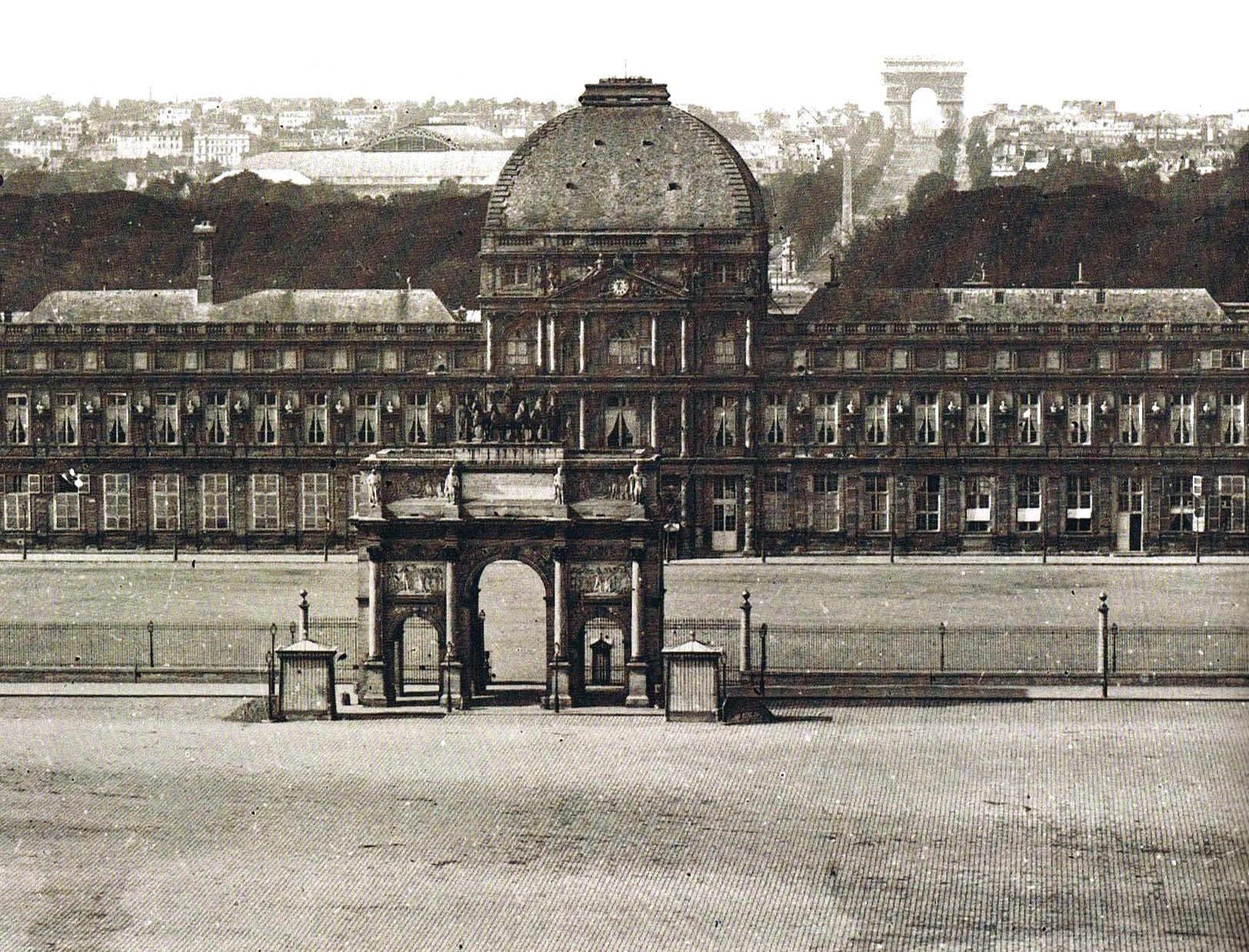
Le pavillon des Tuileries vu depuis la place du Carrousel, vers 1860.
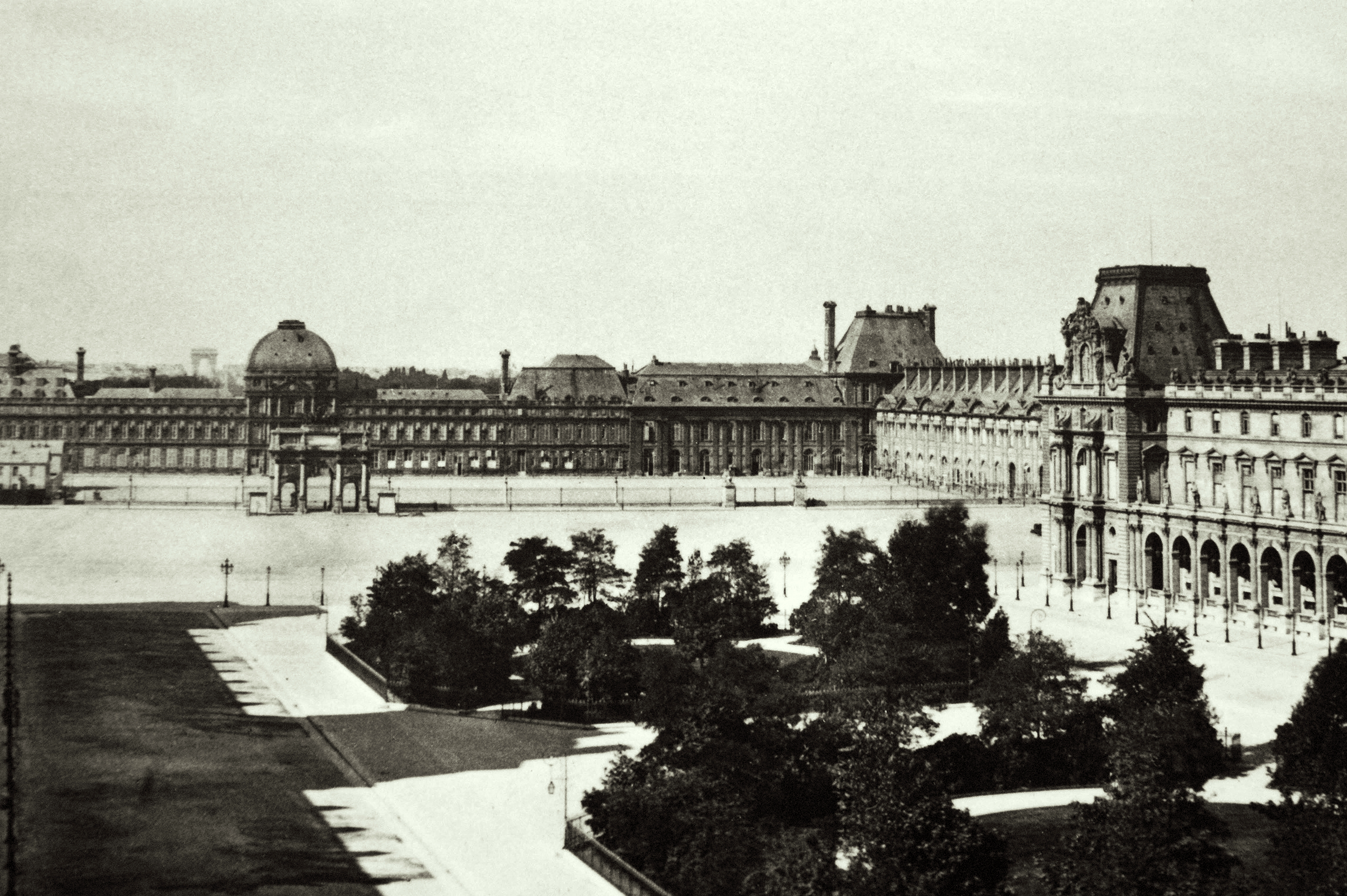
Le palais des Tuileries et l'arc de triomphe du Carrousel, photographiés depuis le Louvre, vers 1865.
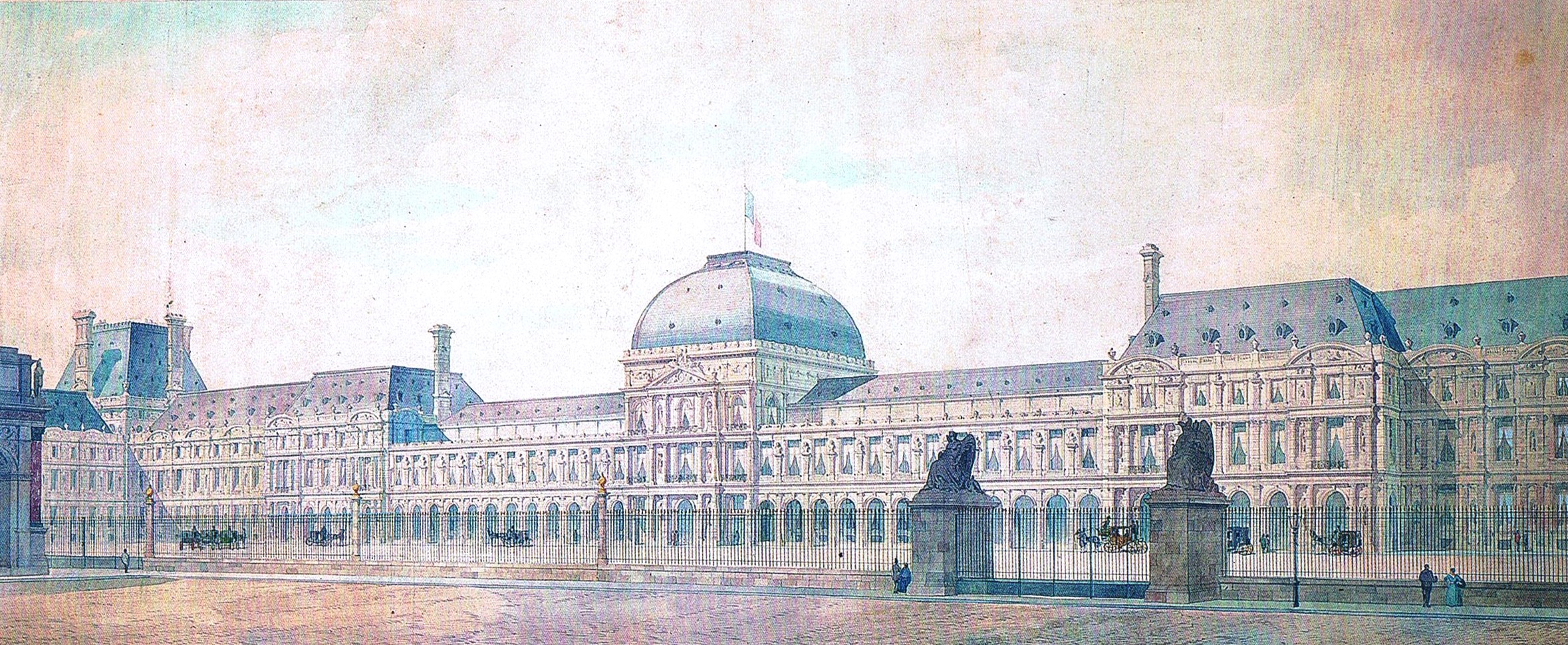
Projet de transformation de la façade du palais des Tuileries (1868).